# Konstitutionelle Revolution

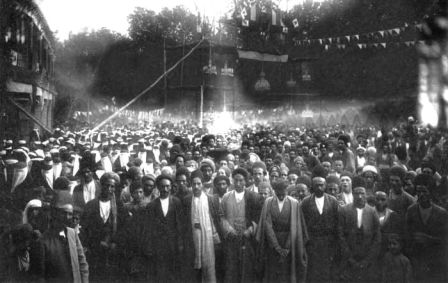
Demonstranten der konstitutionellen Bewegung (1906)

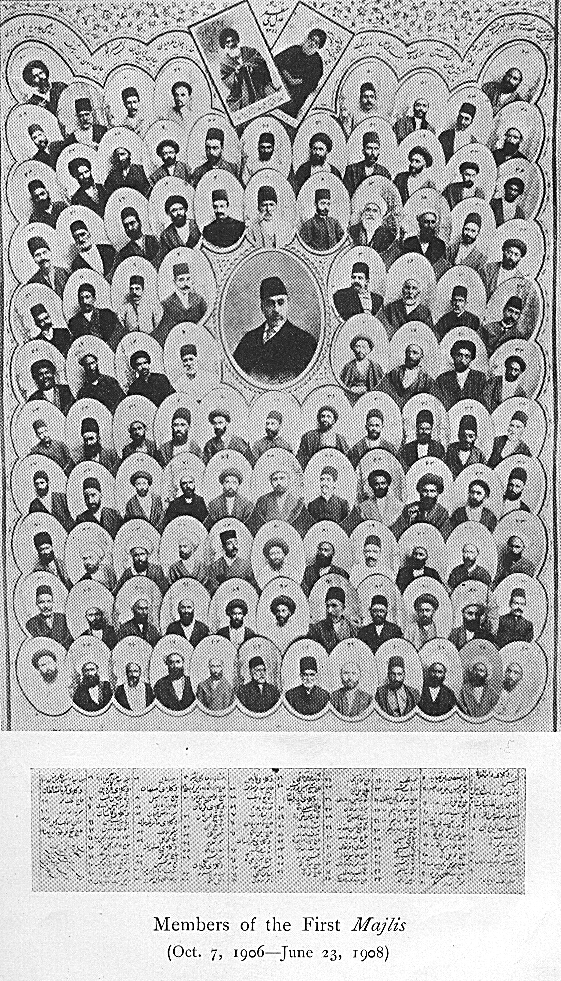
Abgeordnete des ersten iranischen Parlaments (1906)

Die Konstitutionelle Revolution (persisch انقلاب مشروطه, DMG enqelāb-e mašrūṭe) in Iran, gelegentlich auch Jungpersische Revolution, war eine von westlich orientierten Kaufleuten, Handwerkern, Aristokraten und einigen schiitischen Geistlichen getragene liberale Revolution von 1905 bis etwa 1911. Ziel der konstitutionellen Bewegung (persisch مشروطيت, DMG mašrūṭīyat) war es, die absolute Monarchie durch ein parlamentarisches Regierungssystem abzulösen und eine moderne Rechtsordnung einzuführen. Die Geistlichen strebten außerdem danach, ein Aufsichtskomitee aus hochrangigen Geistlichen einzurichten, das dafür sorgen sollte, dass die vom gewählten Parlament verabschiedeten Gesetze mit dem religiösen Gesetz im Einklang standen.
Als Beginn der Revolution wird der Herbst 1905 gesehen. Nach Protesten und Streiks in Teheran kündigte der Monarch Mozaffar ad-Din Schah am 5. August 1906 Wahlen zu einem Parlament (Madschles) an. Dieses trat am 6. Oktober 1906 erstmals zusammen und verabschiedete eine Verfassung mit bürgerlichen Grundrechten. Mit der Verfassung wurde in Iran die konstitutionelle Monarchie eingeführt.
Nach dem Tod Mozaffar ad-Din Schahs unternahm das Herrscherhaus der Kadscharen mehrere, letztlich erfolglose Versuche, das Parlament gewaltsam aufzulösen, die Verfassung außer Kraft zu setzen und zur absoluten Monarchie zurückzukehren. Nach dem politischen Sieg der konstitutionellen Bewegung im Jahr 1909 wurde der Norden Irans 1912 von russischen Truppen besetzt. Später marschierten britische Truppen in den Süden Irans ein, so dass der Aufbau eines stabilen parlamentarischen Systems in Iran erst nach dem Ende des Ersten Weltkriegs gelang.

## Ursachen und Hintergründe

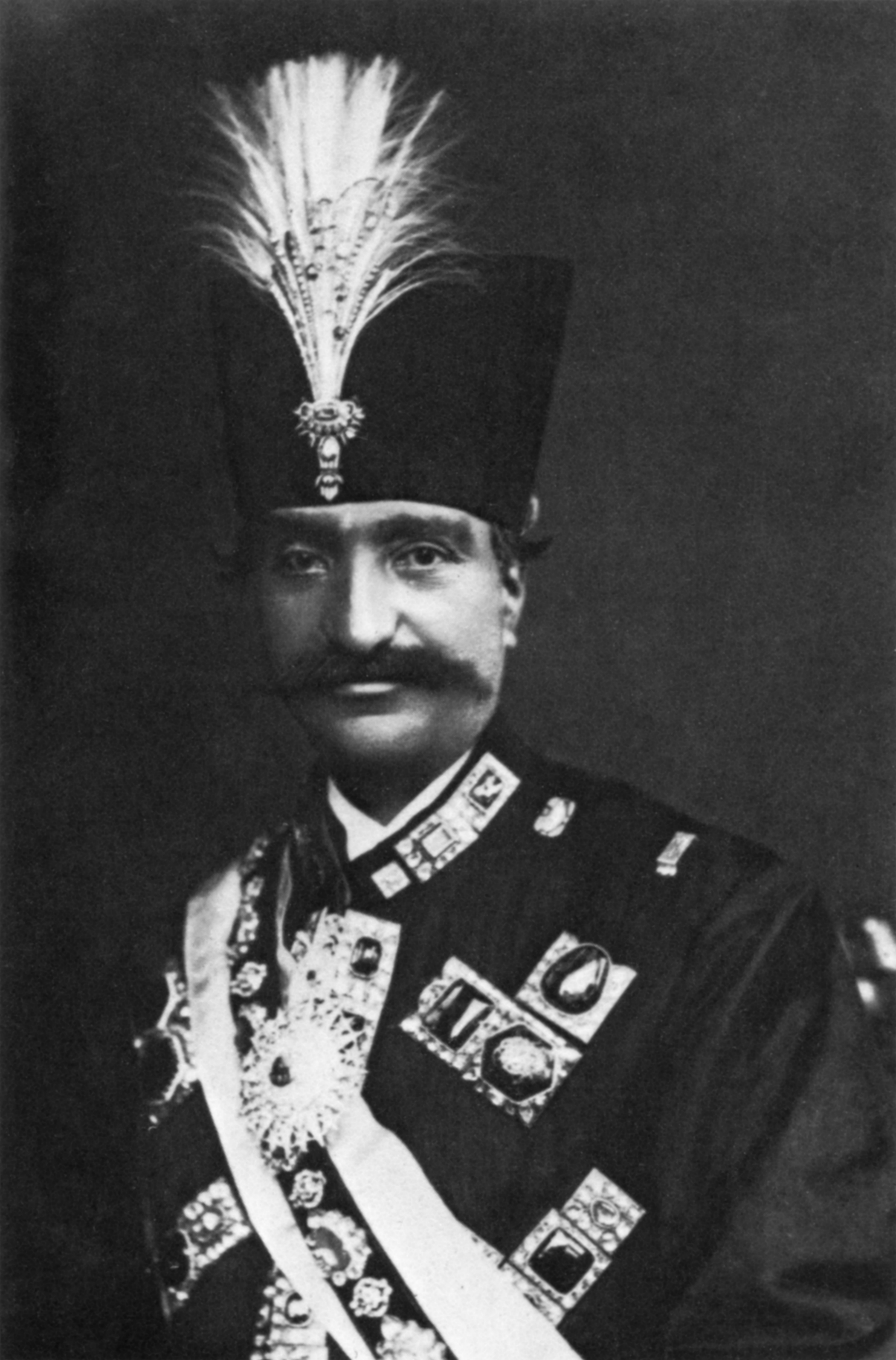
Nāser ad-Din Schah, fotografiert von Nadar

Die Hauptursache der Konstitutionellen Revolution in Iran ist in der Wirtschafts- und Gesellschaftspolitik von Nāser ad-Din Schah zu sehen, der nach der Ermordung seines Premierministers Amir Kabir als absoluter Monarch regierte.
Mit dem Beginn der Regentschaft von Nāser ad-Din Schah im Jahr 1848 hatte Premierminister Amir Kabir ein umfangreiches Reformprogramm eingeleitet. Auf seinen Reisen durch das zaristische Russland und das Osmanische Reich hatte er die beginnende Industrialisierung kennengelernt und dabei erkannt, dass Persien mit seinen Bodenschätzen die besten Voraussetzungen besaß, um an die wirtschaftliche und gesellschaftliche Entwicklung Europas anschließen zu können. Amir Kabir förderte die Gründung von Industrie- und Bergbaubetrieben und reformierte die Landwirtschaft. Mit der Gründung der ersten Hochschule in Teheran (Dar-ol Fonun, Haus der Fähigkeiten) wollte er Ingenieure nach westlichem Vorbild ausbilden lassen. Der Versuch Amir Kabirs, die absolutistischen Herrschaftsstrukturen aufzubrechen, ein modernes Steuersystem zu schaffen, die Privilegien der Aristokratie abzuschaffen, eine Landreform durchzuführen und die Leibeigenschaft zu beenden, führte zu ernsten Konflikten mit dem Herrscherhaus und schließlich zur Ermordung Amir Kabirs im Auftrag von Naser ad-Din Schah.
Mit dem Tod Amir Kabirs war eine völlige Kehrtwendung in der Wirtschaftspolitik Persiens verbunden. Naser ad-Din Schah begann nun Gewinn- und Firmenbeteiligungen an Ausländer zu vergeben sowie Monopolkonzessionen gegen Vorkasse, unter anderem an die Imperial Bank of Persia, die das Monopol zur Ausgabe von persischen Banknoten besaß und in britischem Besitz war. Zu einem ersten Aufstand gegen die Konzessionspolitik des Schahs kam es 1891. Eine an einen britischen Major vergebene Tabakmonopolkonzession, mit welcher der gesamte Tabakanbau und Tabakhandel Irans einem britischen Unternehmen übertragen wurde, führte zur Tabakbewegung, die als Vorläufer der Konstitutionellen Revolution gilt. Die Tabakbauern und Tabakhändler weigerten sich, mit den Briten zusammenzuarbeiten. Auch die Geistlichkeit beteiligte sich mit einer Tabak-Fatwa, einem zeitweiligen Rauchverbot, an dem Aufstand. Der Schah sah sich gezwungen, die Konzession zurückzunehmen, um die anhaltenden Demonstrationen zu beenden. Der Preis, den das Land dafür zahlen musste, war hoch. Die Briten bestanden auf Zahlung einer Entschädigung von 500.000 britischen Pfund, finanziert über ein Darlehen einer britischen Bank zu 6 Prozent Zinsen. Persien hatte plötzlich seine ersten Auslandsschulden, ohne irgendeine Gegenleistung dafür erhalten zu haben. Diese für die Entwicklung Irans verhängnisvolle Konzessionspolitik, verbunden mit der Aufnahme weiterer Darlehen bei der russischen Staatsbank, führte das Land zunehmend in die wirtschaftliche und politische Abhängigkeit Russlands und Großbritanniens, die 1907 im Vertrag von Sankt Petersburg Persien in wirtschaftliche Einflusszonen aufteilten. Nordiran fiel an Russland, während die Briten sich den Süden sicherten.

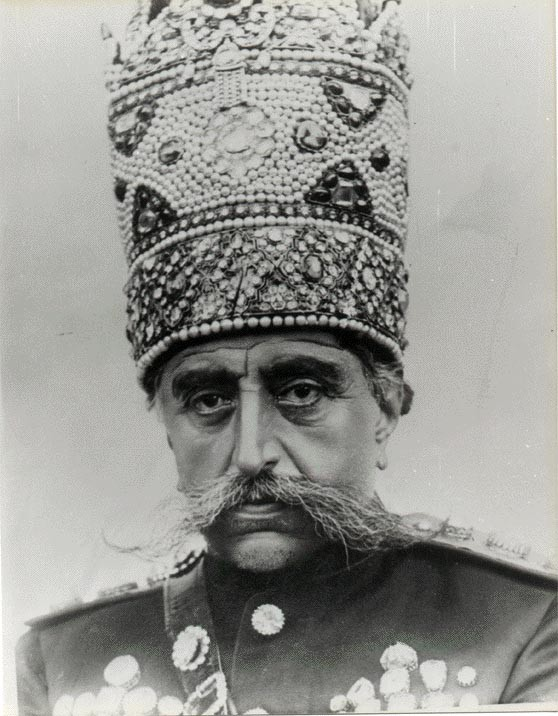
Mozaffar ad-Din Schah

Mozaffar ad-Din Schah, der Nachfolger Naser ad-Din Schahs, dachte zunächst an eine Fortführung dieser Politik. Es waren die Kaufleute und die Geistlichen, die auf Reformen drangen. Die Kaufleute wollten nicht weiter hinnehmen, dass „die Fremden“ immer mehr Bereiche der Wirtschaft übernahmen, was auch den Geistlichen, die von den Spendengeldern der einheimischen Kaufleute wirtschaftlich abhängig waren, langsam den Boden entzog. Hinzu kam, dass „die Fremden“ nicht der von den Geistlichen ausgeübten islamischen Gerichtsbarkeit unterlagen, was sie juristisch nahezu unangreifbar machte.
Im Verlauf der Konstitutionellen Revolution bildeten sich zwei grundlegend unterschiedliche Bewegungen. Eine säkulare Gruppierung orientierte sich an westlichen Vorstellungen. Sie kann als bürgerlich legalistische Bewegung (persisch مشروطه, DMG mašrūṭe) bezeichnet werden. Ein kleiner Teil dieser Bewegung nannte sich später in Anlehnung an die Bewegung der Jungtürken Jungperser (erstmals erwähnt am 22. September 1908 in der persischen Zeitung Habl al-Matin). Die zweite Gruppierung wurde von der Geistlichkeit angeführt. Diese Bewegung orientierte sich an den islamischen Rechtsgrundsätzen der Scharia (persisch مشروعه, DMG mašrūʿe). Beide Bewegungen wollten die absolute Macht des Schahs durch eine neue Staatsform ablösen. Während die Maschrute-Bewegung eine konstitutionelle Monarchie westlichen Zuschnitts anstrebte, wollte die Maschruʿe-Bewegung einen Staat nach islamischen Grundsätzen errichten.
Diesen Grundkonflikt zwischen den beiden Bewegungen konnte die Konstitutionelle Revolution letztlich nicht lösen. Am Ende der Konstitutionellen Revolution hatte Iran zwar eine Verfassung und ein Parlament. Die Einführung umfassender bürgerlicher Freiheitsrechte, die auch die Religionsfreiheit und damit die Trennung von Staat und Religion eingeschlossen hätte, konnte nicht erreicht werden. Am 7. Oktober 1907 wurde vom Parlament als Kompromiss eine Ergänzung zur Verfassung verabschiedet, die den schiitischen Islam als offizielle Religion Irans festschrieb und festlegte, dass der Schah schiitischer Muslim sein und für den Islam eintreten muss und dass ein Gremium aus mindestens fünf Geistlichen vom Parlament eingesetzt werden muss, das alle Gesetzesvorlagen des Parlaments auf die Übereinstimmung mit den islamischen Rechtsgrundsätzen überprüft; andernfalls kann das Gesetz nicht verabschiedet werden. Damit hatte die Geistlichkeit ein verfassungsmäßiges Vetorecht zugestanden bekommen. Gemäß einem Verfassungszusatz konnte diese Vorschrift weder abgeändert noch abgeschafft werden, was das Veto-Recht konstitutionalisierte. Bis zum Erscheinen des verborgenen Imams sollte es in Kraft bleiben.
Dieser Grundkonflikt zwischen Bürgertum und Geistlichkeit besteht heute noch. Die islamische Revolution des Jahres 1979, die Schaffung einer islamischen Republik Iran, war die Fortführung eines Konflikts, der mit den politischen Auseinandersetzungen der Konstitutionellen Revolution im Jahre 1905 begonnen hatte.

## Verlauf der Revolution

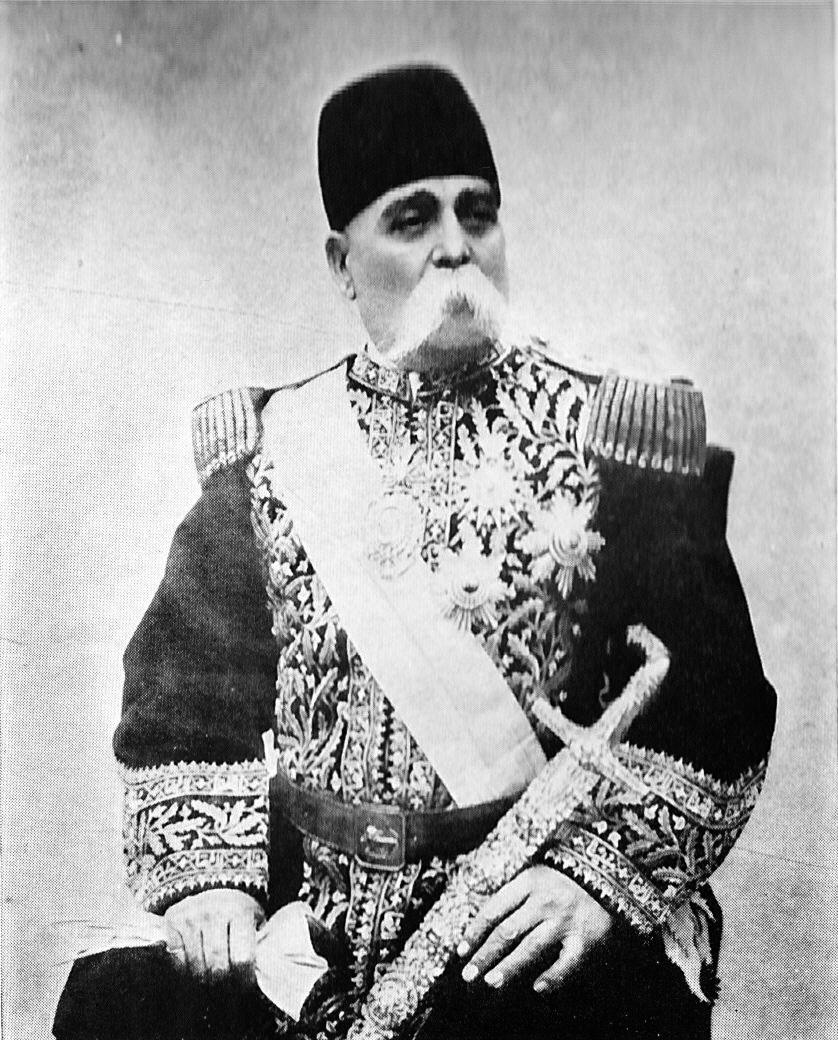
Soltan Abdol Madschid Mirza Eyn-al-Dowleh, 1904

1899 nahm Mozaffar ad-Din Schah ein Darlehen über £ 2.400.000 bei der in Teheran gegründeten Zweigstelle der russischen Staatsbank mit einem Zinssatz von 5 % auf, um seine zur Weltausstellung in Paris geplante Reise sowie die später geplanten Kuren und medizinischen Behandlungen in Europa bezahlen zu können. Zinsen und Tilgung sollten aus Zoll- und Steuereinnahmen finanziert werden. Da Iran zu diesem Zeitpunkt noch kein funktionsfähiges Zoll- und Steuersystem hatte, wurde 1899 der Belgier Naus als Leiter der Zollabteilung eingestellt und ein Jahr später zum Minister für Zollfragen befördert. Faktisch benutzte Naus die Persische Kosakenbrigade, um den Zoll- und Steuerforderungen Nachdruck zu verleihen und säumige Zahler unter Druck zu setzen. Der Zolltarif bestand in einem Aufschlag auf alle importierte Waren, der das Drei- bis Vierfache des Einkaufspreises betrug.
Im September 1903 wurde Abdol Madschid Mirza Eyn-al-Dowleh Premierminister. Er vereinbarte im Februar 1904 zwar einen neuen Zollvertrag zwischen Iran und Russland, jedoch mit erhöhten Zollsätzen, um die Darlehensrückzahlung an Russland zu beschleunigen. In diesem neuen Zollvertrag wurde Minister Naus ermächtigt, den festgesetzten Zoll auch gewaltsam einzutreiben. Im selben Jahr wurde Iran von einer starken Choleraepidemie heimgesucht, die zahlreiche Todesopfer forderte und damit die bereits angespannte wirtschaftliche Lage weiter verschlechterte. Im Basar von Teheran, dem wirtschaftlichen Zentrum des Landes, entwickelte sich eine Unzufriedenheit und Unruhe, die sich bald in gewaltsamen Auseinandersetzungen entladen sollte.

### 1905: Beginn der Streiks und Protestmärsche
Im März 1905 kam es zu ersten, von der Geistlichkeit organisierten Protestmärschen gegen Zollminister Naus. Eine führende Rolle in der Bewegung spielten die drei hochrangigen Geistlichen Teherans: Sayyid Abdollah Behbehani, Sayyid Mohammad Tabatabai und Scheich Fazlollah Nuri. Anfang April beschwerten sich Vertreter der Kaufleute bei einem Treffen mit Premierminister Mozaffar ad-Din Schah und Zollminister Naus über die hohen Zölle und das gewaltsame Vorgehen von Naus beim Eintreiben der Steuern, das von Prügelstrafen bis zu Zwangsschließungen von Geschäften reichte. Naus beschimpfte die Vertreter der Kaufmannschaft als Betrüger, die die festgesetzten Steuern und Abgaben nicht bezahlen wollten. Das Treffen wurde ohne Ergebnis beendet. Am 25. April 1905 schlossen alle Textilkaufleute, die von den erhöhten Zolltarifen besonders betroffen waren, ihre Geschäfte, gingen in die Moschee des Grabmals von Schah Abdul Azim nach Rey und begannen einen mehrtägigen Streik, der ohne Ergebnis abgebrochen werden musste. Mozaffar ad-Din Schah erklärte, er sei krank, er könne wegen der Zölle jetzt nicht weiter mit den Kaufleuten verhandeln und müsse nach Europa zur Kur fahren. Dort blieb er dann fünf Monate lang. Nach seiner Rückkehr wurde Naus nach Europa auf eine „Dienstreise“ entsandt, um die immer noch aufgebrachten Kaufleute zu beruhigen.
Der geplante Bau einer Straße von der russischen Grenze bis Täbris nährte Gerüchte über den Einmarsch russischer Truppen zur Unterstützung von Mozaffar ad-Din Schah. Die erfolgreiche Russische Revolution von 1905, die Russland eine Verfassung und ein Parlament brachte, ermutigte die Demonstranten gegen die russischen Bevormundungen und die ungerechte Zollpolitik auch in Iran. Am 25. November kam es zu Angriffen auf die Zweigstelle der russischen Staatsbank in Teheran. Diese Bank war auf einem ehemaligen Friedhof mitten im Basar gebaut worden. Nach feurigen Reden gegen die beim Bau erfolgte Störung der Totenruhe wurde die Bank angegriffen und dem Erdboden gleichgemacht. Daraufhin verhängte der Teheraner Gouverneur Ala-al-Dowleh gegen einige verhaftete Demonstranten harte Strafen und ließ mehrere Kaufleute auspeitschen (Bastonade).

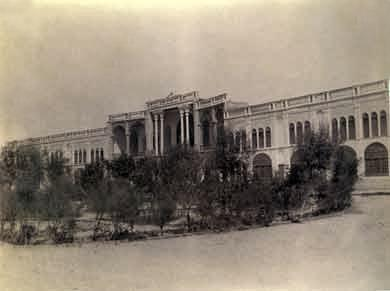
Premierminister Eyn-al-Dowleh tagte mit seinem Kabinett in Bagh-e Schah

Als eigentlicher Auslöser der Revolution gilt ein Streit des Gouverneurs Ala-al-Dowleh mit den Zuckerhändlern des Basars am 12. Dezember 1905. Er beschuldigte die Zuckerhändler, Zucker zu horten und überteuert zu verkaufen. Die gewaltsame Beschlagnahme und Öffnung der Zuckerlager sowie die öffentliche Auspeitschung des größten Zuckerhändlers Seyed Haschem Ghandi und seines Sohnes führten zu einem Aufruhr, der das gesamte politische System Irans erschüttern sollte. Der Basar wurde geschlossen und es kam am 14. Dezember 1905 zum ersten, großen Protestmarsch aller Teheraner Kaufleute, eines Teils der Geistlichkeit, angeführt von den Ajatollahs Abdollah Behbehani und Sayyid Mohammad Tabatabai, sowie gewöhnlicher Bürger von Teheran. Der Protestmarsch führte wieder zum Grab von Schah Abdol Azim in Rey. In Teheran wurde in den folgenden 25 Tagen gestreikt. Die Demonstranten forderten ein „Haus der Gerechtigkeit“, die Absetzung des Gouverneurs Ala-al-Dowleh und die Entlassung des belgischen Zollministers Naus.

### 1906: Demonstrationen für ein „Haus der Gerechtigkeit“

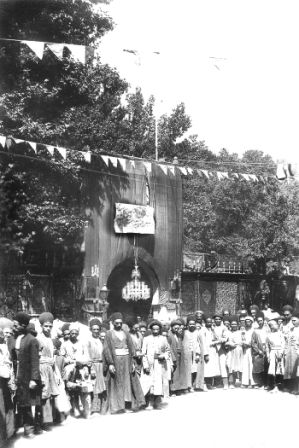
Demonstranten suchen Schutz in der britischen Botschaft (1906)

Aufgrund des anhaltenden Streiks und der umfassenden Unterstützung der Streikenden durch die Bevölkerung sagte Mozaffar ad-Din Schah die Einrichtung eines „unabhängigen Hauses der Gerechtigkeit“ (unabhängiges Gericht) zu. Die Demonstranten kamen am 14. Januar 1906 aus Rey in die Hauptstadt zurück und wurden im Golestanpalast von Mozaffar ad-Din Schah empfangen. Am 15. Januar wurde der Gouverneur von Teheran Ala-al-Dowleh entlassen und durch Nayyer-al-Dowleh ersetzt. Weiter geschah allerdings nichts. Zollminister Naus blieb im Amt. Am 7. Februar 1906 wurde Handelsminister Saad al-Dolweh, der die Forderungen der Kaufleute nach einer Entlassung des Zollministers Naus befürwortete, von Premierminister Eyn-al-Dowleh ins Exil nach Yazd verbannt. 12 Tage später wurde ein weiterer Vertreter der Protestbewegung vom Dezember 1905, Seyed Jamal Waez Esfahani, vom Premierminister aus Teheran nach Qom verbannt. Damit sollte jede weitere Kritik an der Regierung unterbunden werden. Am 1. Mai 1906 diskutierte das gesamte Kabinett auf Einladung des Premierministers Eyn-al-Dowleh nach Bagh-e-Schah die Einrichtung unabhängiger Gerichte („Haus der Gerechtigkeit“), entschied aber, kein „Haus der Gerechtigkeit“ einrichten zu lassen und die Scharia-Gerichte der Geistlichkeit beizubehalten.
Premierminister Abdol Madschid Mirza ließ am 15. Juni 1906 drei Mitglieder der konstitutionellen Bewegung unter der Anschuldigung verhaften, dass sie Bab-Anhänger (Bahai) seien. Am 7. Juli 1906 hielt Seyed Mohammad Tabatabai eine flammende Rede für die Einrichtung eines „Hauses der Gerechtigkeit“. Dabei nahm er Bezug auf die Ermordung Osmans, des dritten Kalifen, durch die Bevölkerung und leitete aus diesem historischen Ereignis das Recht für die Bevölkerung ab, ungerechte Herrscher jederzeit absetzen zu können. Er rief seine Zuhörer auf, die Grausamkeiten der Regierung zu beenden und deren Ursache, nämlich Premierminister Eyn-al-Dowleh, zu beseitigen. Am 11. Juli ließ Premierminister Eyn-al-Dowleh Scheich Mohammad Waez verhaften, der sich ebenfalls in seinen Predigten gegen die Regierung gewandt hatte. Vor dem Wachlokal, in dem der verhaftete Waez gefangen gehalten wurde, versammelte sich eine größere Menschenmenge, überwältigte die Wachen und befreite Waez. Der befehlshabende Oberst ergriff einen Schüler einer Religionsschule und tötete ihn durch mehrere Schüsse. Die Menge, die sich bereits vom Wachlokal entfernt hatte, kehrte zurück, und brachte den Leichnam des toten Schülers in eine Moschee. Weitere Menschen strömten in die Moschee und blieben dort für zwei Tage. Am 13. Juli morgens verließ ein Demonstrationszug die Moschee in Richtung Basar, wobei das blutige Hemd des toten Schülers voraus getragen wurde. Mirza Ahmad Khan, der Befehlshaber der Farahan-Garde, stoppte den Demonstrationszug und gab den Befehl, auf die unbewaffneten Demonstranten zu schießen. Die Demonstranten zogen sich in die Moschee zurück. Über 70 Tote lagen auf der Straße, die am Abend des 13. Juli von der Garde eingesammelt wurden. Ajatollah Behbahani beruhigte in der Moschee die Demonstranten und forderte sie auf, nach Hause zu gehen, um weiteres Blutvergießen zu vermeiden.

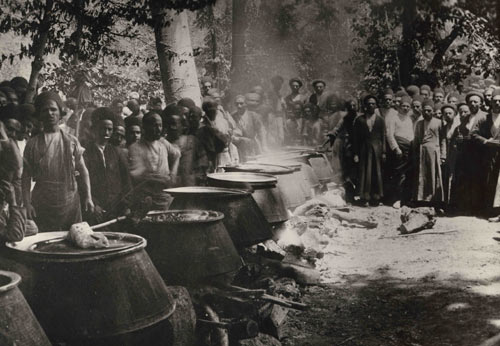
Essensausgabe im Garten der britischen Botschaft, 1906

Die Regierung ordnete an, dass niemand mehr zur Moschee kommen dürfe, um die Predigten der dort versammelten Geistlichkeit zu hören. Am 14. Juli wurde der Geistlichkeit erlaubt, die Moschee und Teheran zu verlassen. Ajatollah Behbahani machte sich am 15. Juli mit einigen Begleitern auf, um mit einer Kutsche von Teheran nach Qom zu reisen, das etwa 100 km südlich von Teheran liegt. Unterwegs wuchs die Zahl der Begleiter Behbahanis mehr und mehr an, so dass am Ende mehrere tausend Menschen in Qom ankamen. Scheich Mohammad Waez hielt eine lange und bewegende Rede über die Ereignisse in Teheran und berichtete von den vielen toten Demonstranten, die die Regierung zu verantworten habe.
In Teheran flüchteten unterdessen am 17. Juli vierzehn Kaufleute des Basars, die die Demonstranten unterstützt hatten, in die britische Botschaft. Sie verlangten von Mozaffar ad-Din Schah die Rückkehr der Geistlichen nach Teheran, den Rücktritt Eyn al-Dowlehs, die Einrichtung eines „Hauses der Gerechtigkeit“, und eine strenge Bestrafung der Verantwortlichen für die Tötung unbewaffneter Demonstranten. Am nächsten Tag baten alle Textilkaufleute des Basars ebenfalls um Einlass in die britische Botschaft. Einen Tag später folgten die Schreiner und weitere Handwerker. Essen wurde gebracht und man richtete sich im Garten der Botschaft häuslich ein. Vor der Botschaft wurden Anhänger der Monarchie aufgehalten und am Betreten des Botschaftsgeländes gehindert. Jeden Tag kamen neue Unterstützer der konstitutionellen Bewegung hinzu, so dass sich am Ende Tausende auf dem Botschaftsgelände befanden.
Mozaffar ad-Din Schah erkannte, dass er die konstitutionelle Bewegung mit Gewalt nicht aufhalten konnte, entließ Premierminister Eyn-al-Dowleh, forderte die Geistlichen zur Rückkehr nach Teheran auf und erwartete, dass die Demonstranten die britische Botschaft wieder verlassen würden. Diese bleiben jedoch wo sie waren und verlangten ultimativ, dass endlich ein Rechtssystem mit ordentlichen Gerichten eingeführt würde und die absolutistische Entscheidungsgewalt des Schahs durch Gesetzbücher ersetzt würde. Die Basare in allen großen Städten wurden geschlossen, die konstitutionelle Bewegung griff auf das ganze Land über. Ein Generalstreik hatte die Wirtschaft Irans zum Stillstand gebracht. Zur Unterstützung der Demonstranten in der britischen Botschaft hatten die Teheraner Kaufleute inzwischen 100.000 Toman gesammelt und für den Kauf von Lebensmitteln zur Verfügung gestellt. Mozaffar ad-Din Schah hatte keine andere Wahl, als den Forderungen der Demonstranten nachzugeben.
Am 29. Juli 1906 wurde Nasrollah Khan Moshir al Dowleh als neuer Premierminister eingesetzt. In der britischen Botschaft waren inzwischen Zelte für die Demonstranten eingerichtet worden, in denen sich die einzelnen Berufsgruppen und Kaufleute zu politischen Diskussionen zusammenfanden. Über 13.000 Personen hatten sich Anfang August auf dem Gelände der britischen Botschaft versammelt. In den Diskussionen auf dem Botschaftsgelände wurden jetzt zum ersten Mal die Forderungen nach einer Verfassung und bürgerlichen Freiheiten geäußert. Zum Geburtstag von Mozaffar ad-Din Schah am 5. August 1906 (13. Amordad 1285) organisierten die Demonstranten vor der britischen Botschaft ein riesiges Fest zu Ehren des Schahs. Dieser hatte ein Dekret unterzeichnet, in dem die Errichtung einer beratenden Versammlung zugesagt wurde. Die öffentliche Lesung des Texts führte jedoch zu großer Enttäuschung. Das Dekret sah ein Klassenwahlrecht mit sechs Klassen vor (Adel, Großgrundbesitz, Prinzen, die Kadscharenfamilie, Geistliche, Kaufleute und Handwerker), die getrennt ihre Repräsentanten für eine beratende Versammlung wählen sollten. Diese Versammlung sollte wie gesagt lediglich beratende Funktion haben. Die politische Macht würde weiter in den Händen des Monarchen verbleiben.
Die Demonstranten in der britischen Botschaft lehnten dieses Dekret vom 5. August rundheraus ab. Mozaffar ad-Din Schah ließ das Dekret trotzdem in Teheran plakatieren und bekannt machen. Die Bevölkerung riss die Plakate von den Wänden. Man wollte keine Versammlung von Adligen und Großgrundbesitzern als beratendes Gremium des Schahs, sondern eine Volksvertretung, die Gesetze erlassen konnte und die die politischen Fragen des Landes diskutieren und entscheiden sollte. Mozaffar ad-Din Schah schrieb tags darauf in einem Brief an die Demonstranten, dass er umgehend die Einberufung eines Expertengremiums (persisch مجلس شورا, DMG maǧles-e šaurā, ‚Ratsversammlung‘) anordne, das ein Wahlgesetz für ein Parlament ausarbeiten solle, das die Traditionen des Landes und des Islam berücksichtigen würde. Die Demonstranten waren gespalten. Die meisten Kaufleute gingen zurück in den Basar und öffneten ihre Geschäfte. Auch die Geistlichkeit in Qom machte sich auf den Weg nach Teheran. Die Studenten der technischen Hochschule Dar-ol Fonun zogen am 8. August 1906 zur britischen Botschaft, errichteten ein eigenes Zelt und forderten die Abschaffung der Monarchie, die Errichtung einer Republik und die Einführung bürgerlicher Freiheiten. Mit diesen Forderungen konnten sie sich allerdings nicht durchsetzen. Die Mehrheit war mit dem Erreichten zufrieden.
Am 18. August trat das von Mozaffar ad-Din Schah zugesagte, aus fünf Personen bestehende Expertengremium zusammen. Innerhalb von drei Wochen erarbeitete es für die Wahlen zum Parlament ein Wahlgesetz, das am 9. September 1906 von Mozaffar ad-Din Schah unterzeichnet wurde und damit in Kraft trat. Obwohl für ganz Iran Wahlen vorgesehen waren, wollten Mozaffar ad-Din Schah und die Kadscharen-Prinzen die Wahlen auf Teheran begrenzt sehen. Nachdem dies in Täbris bekannt geworden war, kam es zu einem lokalen Streik, der 10 Tage andauerte. Mozaffar ad-Din Schah sandte am 27. September ein Telegramm nach Täbris und sagte auch für Aserbaidschan sowie für die restlichen Provinzen des Landes die Abhaltung von Wahlen zu. Am 6. Oktober 1906 (13. Mehr 1285) wurde die erste, konstituierende Sitzung des Parlaments im Golestanpalast in Teheran von Mozaffar ad-Din Schah eröffnet. Die Bürger Iran hatten sich in einem bis dato absolutistisch regierten islamischen Land ein Parlament (Madschles) erkämpft.
Die nun folgenden parlamentarischen Debatten drehten sich nahezu ausschließlich um die Erarbeitung und Verabschiedung eines Verfassungstextes, in dem die Rechte und Pflichten der Abgeordneten, die Gesetzgebung und die Geschäftsordnung des Parlaments und des noch zu errichtenden Senats festgelegt werden sollten. Nach monatelangen Verhandlungen zwischen den Abgeordneten und den Hofbeamten unterzeichnete Mozaffar ad-Din Schah am 30. Dezember 1906 (9. Day 1285) ein Grundgesetz mit 51 Artikeln.

### 1907: Iran erhält ein Parlament und eine Verfassung

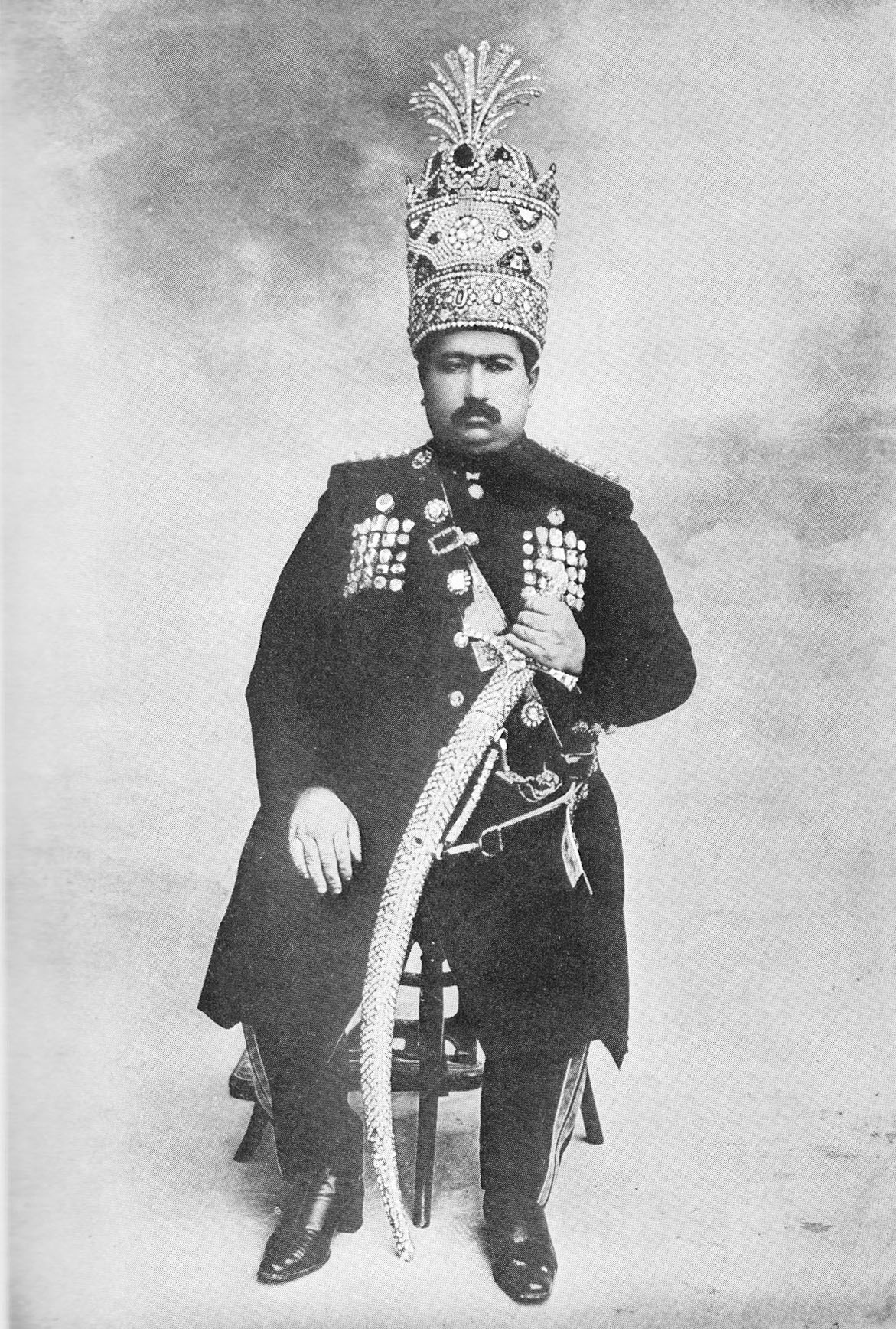
Mohammed Ali Schah

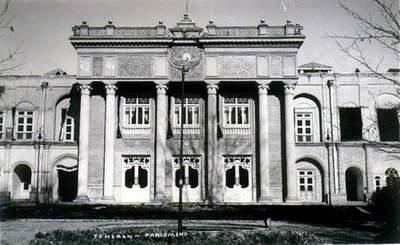
Parlamentsgebäude in Teheran

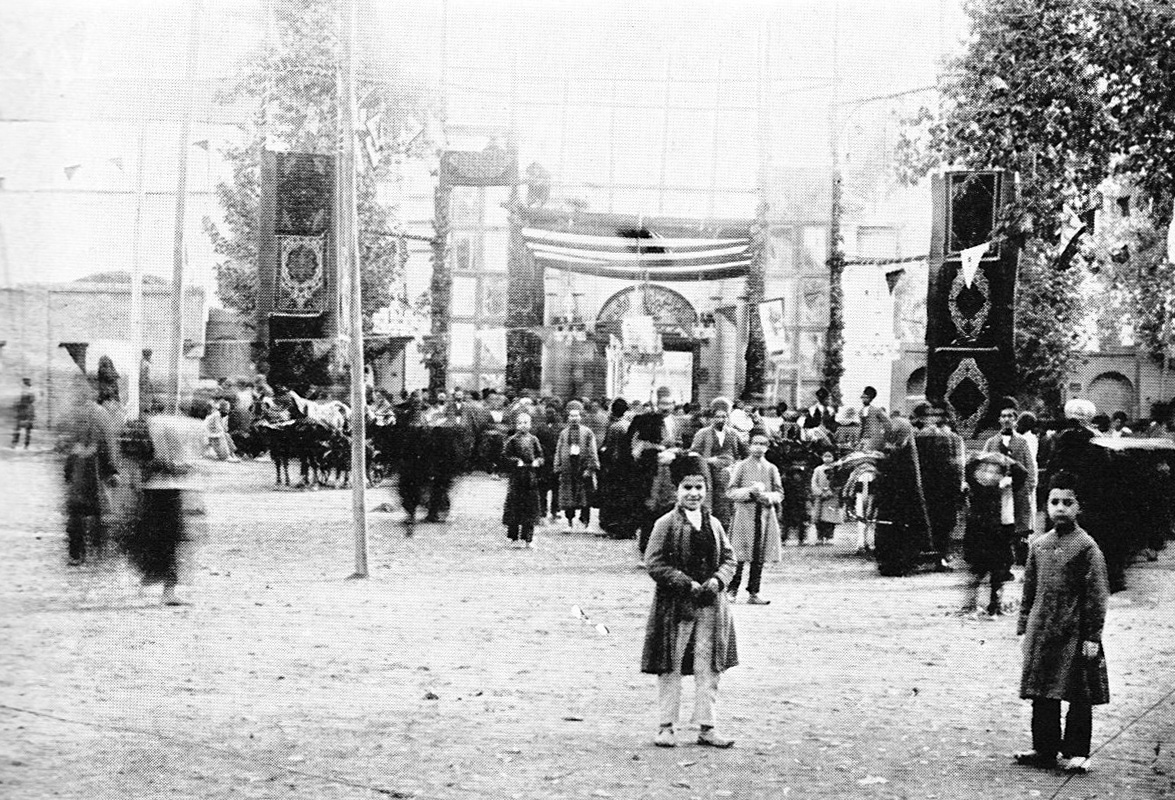
Vor dem Eingang des iranischen Parlaments, 1907

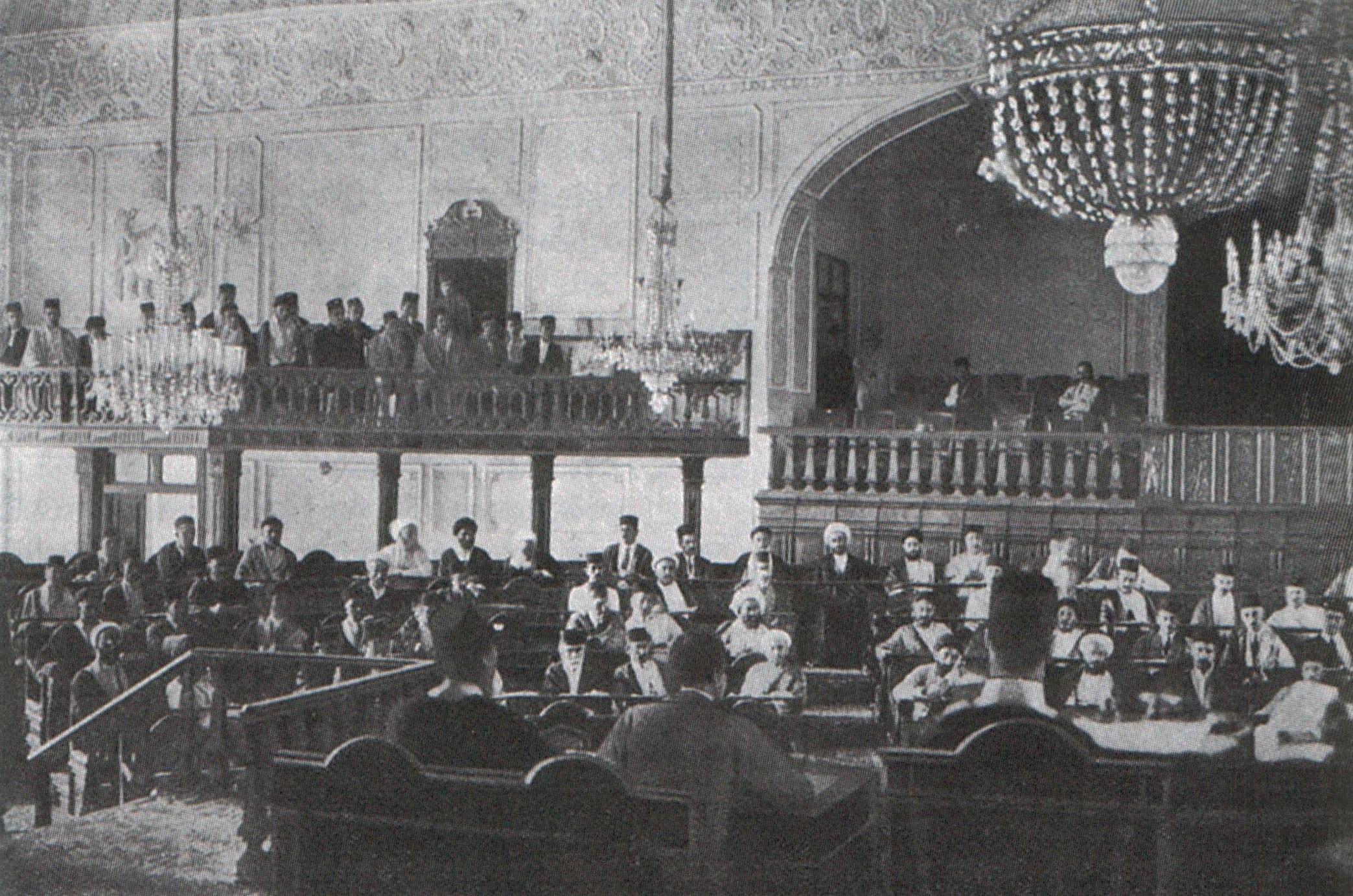
Sitzung des iranischen Parlaments, 1906

Bereits 10 Tage nach der Unterzeichnung der Verfassung, am 7. Januar 1907, verstarb Mozaffar ad-Din Schah. Sein Sohn Mohammed Ali Schah wurde 10 Tage nach dem Tod seines Vaters zum Schah gekrönt. Vertreter des Parlaments waren zur Krönung nicht eingeladen worden. Mohammed Ali Schah hatte entschieden, das Parlament zu ignorieren. Am 3. Februar 1907 präsentierte der neue Premierminister Nasrollah Khan Moshir al Dowleh in einem Brief an das Parlament sein neu zusammengestelltes Kabinett, stellte aber dabei klar, dass die Minister einzig dem Schah verantwortlich seien, und nur dann, wenn sie es für nötig erachteten, sich vom Parlament beraten lassen würden. Die Abgeordneten waren über die Missachtung des Parlaments und der Verfassung wütend. Nach der Verfassung hätte Mohammed Ali Schah vor dem Parlament einen Eid ablegen müssen, und die Minister hätten vom Parlament bestätigt werden müssen. Als Reaktion auf die Missachtung des Parlaments schloss der Basar in Täbris am 6. Februar 1907. Die Bevölkerung von Täbris verlangte von Mohammed Ali Schah, dass er endlich anerkenne, dass die Staatsform Irans eine konstitutionelle Monarchie (maschruteh) und damit ein Nationalstaat nach europäischem Vorbild sei, dass keine Ausländer Minister eines Kabinetts werden könnten, dass in jeder Provinz und Stadt ein Kommunalparlament eingerichtet werden solle, und dass Zollminister Naus, ein belgischer Staatsbürger, entlassen, weitere ausländische Zollbeamte verhaftet und der Gouverneur von Ardabil abgesetzt werden müsse.
Premierminister Nasrollah Khan Moschir al Dowleh erklärte, dass Iran nach wie vor eine absolute, islamische Monarchie (maschruʿe) sei, der Schah alleine entscheide, das Parlament lediglich Gesetze erarbeiten, aber nicht in Kraft setzen könne, und vor allen Dingen, dass Zollminister Naus dringend benötigt und deshalb nicht entlassen werde könne. Das Parlament lehnte die Erklärung des Premierministers ab und erklärte Zollminister Naus für abgesetzt. Am 11. Februar 1907 erklärte der Hofbeamte Mokhber-al Saltaneh, dass eine konstitutionelle Monarchie und ein Nationalstaat nach europäischem Muster bürgerliche Freiheit und damit auch Religionsfreiheit bedeute. Dies könne aber niemals für Iran gelten, da die freie Wahl der Religion gegen den Islam gerichtet sei. Deshalb könne Iran nur eine islamisch geprägte Monarchie (maschruʿe) und keine konstitutionelle, säkulare Monarchie und damit auch kein Nationalstaat europäischen Zuschnitts sein. Tausende Teheraner versammelten sich vor dem Parlament, um für eine konstitutionelle Monarchie (maschruteh) und einen Nationalstaat zu demonstrieren. Mohammed Ali Schah gab am 12. Februar 1907 (22. Bahman 1285) nach und erklärte in einem Brief an das Parlament, dass die Regierung Irans vollständig auf der Grundlage der Prinzipien der konstitutionellen Monarchie beruhe (Dowlat-e Iran maschrute tamme ast). Er berief eine Expertenkommission ein, die eine Ergänzung zur Verfassung ausarbeiten sollte. Am 4. Mai 1907 stellte der neue Premierminister Ali Asghar Khan Atabak sein Kabinett dem Parlament vor. Der Streit zwischen den unterschiedlichen Auffassungen der Staatsformen eskalierte weiter. Der Geistliche Scheich Fazlollah Nuri forderte ein eindeutiges Bekenntnis zur maschruʿe, der islamisch geprägten Monarchie. Er entwarf einen Gesetzesvorschlag, nach dem ein Expertengremium aus fünf Geistlichen alle Gesetzesvorlagen des Parlaments daraufhin überprüfen müsse, ob sie den islamischen Rechtsgrundsätzen entsprächen, andernfalls könne das Expertengremium sie für ungültig erklären. Zudem sollte diese Vorschrift in der Verfassung als unabänderlich festgeschrieben werden, bis zum Erscheinen des verborgenen Imam in Kraft bleiben und durch eine parlamentarische Mehrheit weder aufgehoben oder noch modifiziert werden können. Am 15. Juni 1907 stimmte das Parlament Nuris Vorschlag zu, nachdem dieser drei Tage vorher zugesichert hatte, dass er seine verbalen Attacken auf das Parlament einstelle.
Die Vertreter der maschrute-Richtung wollten sich allerdings nicht geschlagen geben und organisierten Demonstrationen gegen Nuri und die maschruʿe-Bewegung. Hunderte Mullahs unter Führung von Fazlollah Nuri versammelten sich daraufhin für drei Monate in Rey und predigten weiter gegen die maschrute-Bewegung, das Parlament und die bestehende Verfassung als mit dem Islam nicht vereinbar. Am 31. August 1907 richtete Abbas Agha Tabrisi auf Premierminister Ali Asghar Khan Atabak, der zwischen den unterschiedlichen Strömungen vermitteln wollte, eine Waffe und erschoss ihn beim Verlassen des Parlaments; anschließend erschoss er sich selbst. 40 Tage danach demonstrierten mehr als 100.000 Teheraner am Grab von Atabak für die Verfassung und die maschrute-Bewegung. Der Tod von Atabak und die weiter anhaltenden Unruhen sorgten für große Unsicherheiten beim Hof, und mehr als 500 Hofangestellte gingen zum Parlament und erklärten, dass sie die maschrute-Bewegung unterstützen würden. Man war sich nicht sicher, ob Tabrisi ein Einzeltäter war, oder hinter dem Attentat nicht eine von radikalen Geistlichen angeführte Bewegung stecken würde.
Am 7. Oktober 1907 wurde die Verfassung und die Ergänzung zur Verfassung vom Parlament angenommen. Diese Ergänzung besteht aus 107 Artikel, die neben der Einführung eines Prüfungsrechtes der schiitischen Geistlichkeit auch eine Aufzählung der Grundrechte der Bevölkerung der iranischen Nation, die Gewaltenteilung, die Rechte der Abgeordneten, die Rechte des Monarchen und der Minister, die Errichtung einer zweiten Kammer (Senat), die Grundstruktur des Rechtssystems und der Gerichte, die Einführung von Kommunalräten (anjumnas) und den Status einer nationalen Armee festlegt. Am 11. November 1907 ging Mohammed Ali Schah zum ersten Mal zum Parlament, schwor den Eid auf die Verfassung und erklärte, dass er von nun die Verfassung achten und in Zusammenarbeit mit dem Parlament regieren werde.

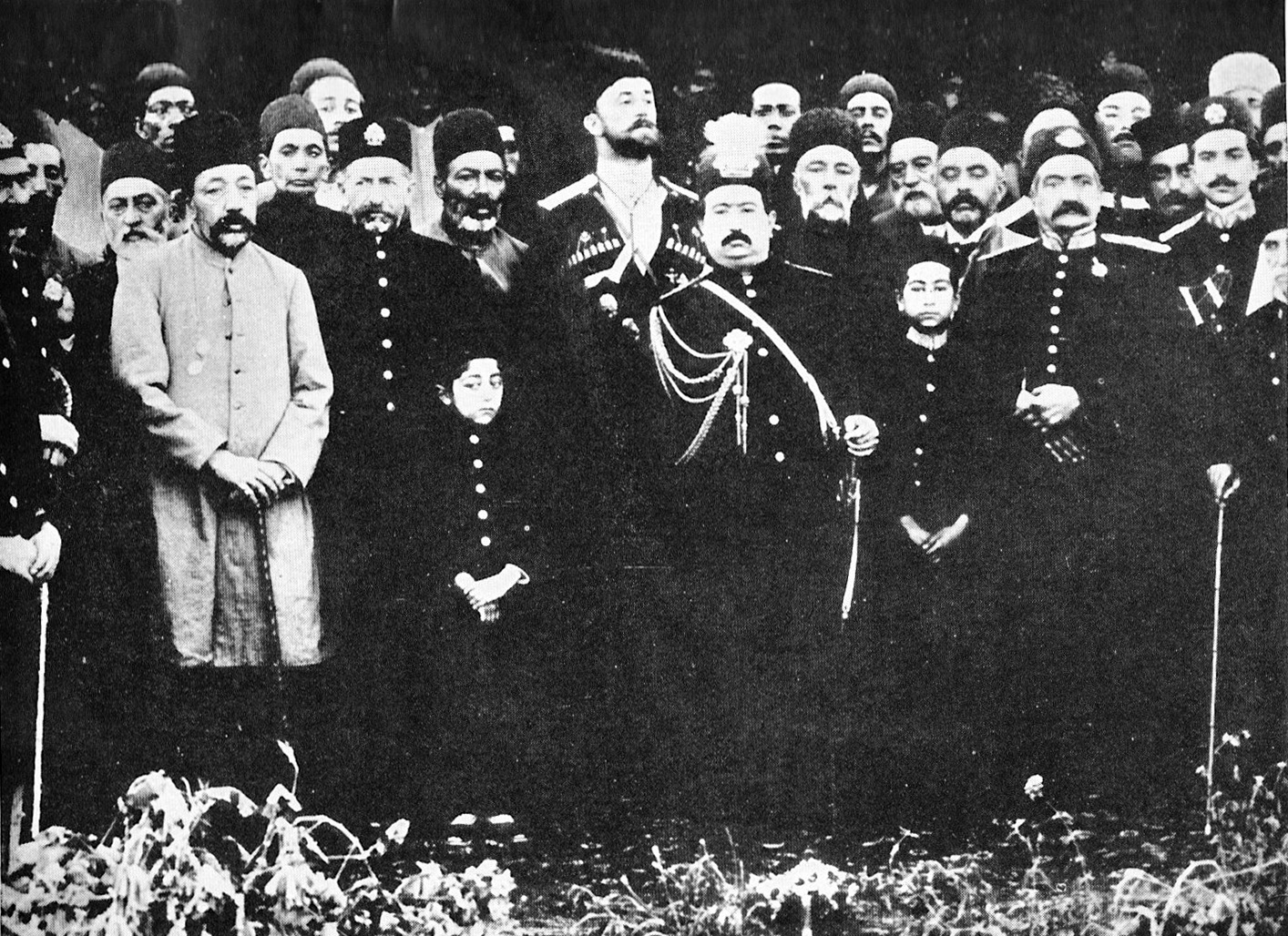
Mohammed Ali Schah (Bildmitte) mit Gefolgsleuten

Der Finanzausschuss des Parlaments hatte im Lauf des Jahres 1907 den ersten Staatshaushalt für das kommende Jahr 1908 aufgestellt und am 9. November 1907 dem Parlament zur Entscheidung vorgelegt. Um das Staatsdefizit zu reduzieren, wurde das Budget des Hofes vom Parlament um 380.000 Toman gekürzt. Mohammed Ali Schah erklärte daraufhin seinen am Hof beschäftigten Arbeitern (Gärtner, Köche, Kutscher, Pferdepfleger usw.), dass er ihnen keinen Lohn mehr zahlen könne, da das Parlament ihre Gehälter gestrichen hätte. Am 15. Dezember 1907 zogen die Arbeiter, begleitet von zahlreichen Kleinkriminellen und Schlägern zum Parlament, beschimpften die Abgeordneten und begannen, die Abgeordneten zu beschießen und mit Steinen zu bewerfen. Die Wachen des Parlaments schossen zurück und zerstreuten die Menge. Um eine Verhaftung durch schahtreue Truppen zu vermeiden, blieben die Abgeordneten über Nacht im Parlamentsgebäude. Inzwischen war die Bevölkerung von Teheran zusammengelaufen, um die Parlamentarier zu unterstützen.
Mohammed Ali Schah dachte nicht daran, seine dem Parlament gegebene Zusage einzuhalten. Das Parlament beschloss, sechs Abgeordnete zu Mohammed Ali Schah zu senden, um die Situation zu bereinigen. Mohammed Ali Schah sagte zu, dass er seine Arbeiter zurückrufen werde, wenn das Parlament dafür Sorge trüge, dass die Teheraner Bevölkerung wieder nach Hause ginge und ihre Arbeit wieder aufnähme. Das Parlament lehnte diesen Vorschlag ab, da man den Zusagen Mohammed Ali Schahs nicht vertraute. Daraufhin holten die Schahanhänger Scheich Fazlollah Nuri, Seyyed Ali Yasdi und weitere Mullahs aus ihren Häusern und brachte sie zum Kanonenplatz. Sie hielten dort eine Rede gegen das Parlament: „Schlaft mit einer Hure, stehlt, tötet, aber geht nicht in die Nähe dieses Parlaments.“ Die Menge antwortete: „Wir wollen keine Maschruteh, wir wollen die Religion des Propheten“. Anhänger der konstitutionellen Bewegung wurden auf den Straßen angegriffen und beraubt, Zeitungsredaktionen gestürmt und in Brand gesteckt.
Am Dienstag den 17. Dezember 1907 kamen immer mehr Menschen zum Parlamentsgebäude, viele davon mit Waffen. Bis zum Nachmittag waren ca. 2700 Männer mit ihren eigenen Waffen vor dem Parlament als Schutz der Parlamentarier erschienen. Die Bediensteten aller öffentlicher Einrichtungen traten in Streik und kamen ebenfalls zum Parlament. Die Schahanhänger stürzten sich auf einen jungen Mann, Mirza Enayat, den sie als Anhänger der konstitutionellen Bewegung erkannt hatten, und zerstückelten ihn mit den Worten: „Ihr Moslems seid Zeuge beim jüngsten Gericht, dass ich als erster die Augen eines Maschruteh-Anhängers herausgerissen habe, um meiner Religion zu folgen“.

Auch in Täbris war noch am selben Tag ein Aufstand ausgebrochen. Die Aufständischen unterstützten die parlamentarische Bewegung und forderten die Absetzung Mohammed Ali Schahs wegen seines Widerstandes gegen das Parlament in Teheran. Mohammed Ali Schah bekam es inzwischen mit der Angst zu tun. Er hatte gehört, dass die Maschruteh-Anhänger ihn absetzen und an seiner Stelle seinen Onkel Zel-al-Soltan zum Schah ausrufen lassen wollten. Er rief seine Anhänger auf, die Demonstrationen zu beenden und nach Hause zu gehen. Am 22. Dezember 1907 schrieb Mohammed Ali Schah auf die letzte Seite eines an das Parlament gesandten Korans 

„In dem Chaos der letzten Tage entstand im Land der Eindruck, dass Wir gegen die Verfassung sind. Um diesen Verdacht auszuräumen, und das Vertrauen der Nation zu gewinnen, schwöre ich auf diesen Koran, dass ich die konstitutionelle Bewegung und die Verfassung respektieren werde. Jeder, der sich gegen die konstitutionelle Bewegung stellt, wird bestraft. Wenn ich dieses Versprechen brechen sollte, werde ich mich vor Gott zu verantworten haben und meine Schuld eingestehen.“

### 1908: Mohammed Ali Schah wird zum Diktator

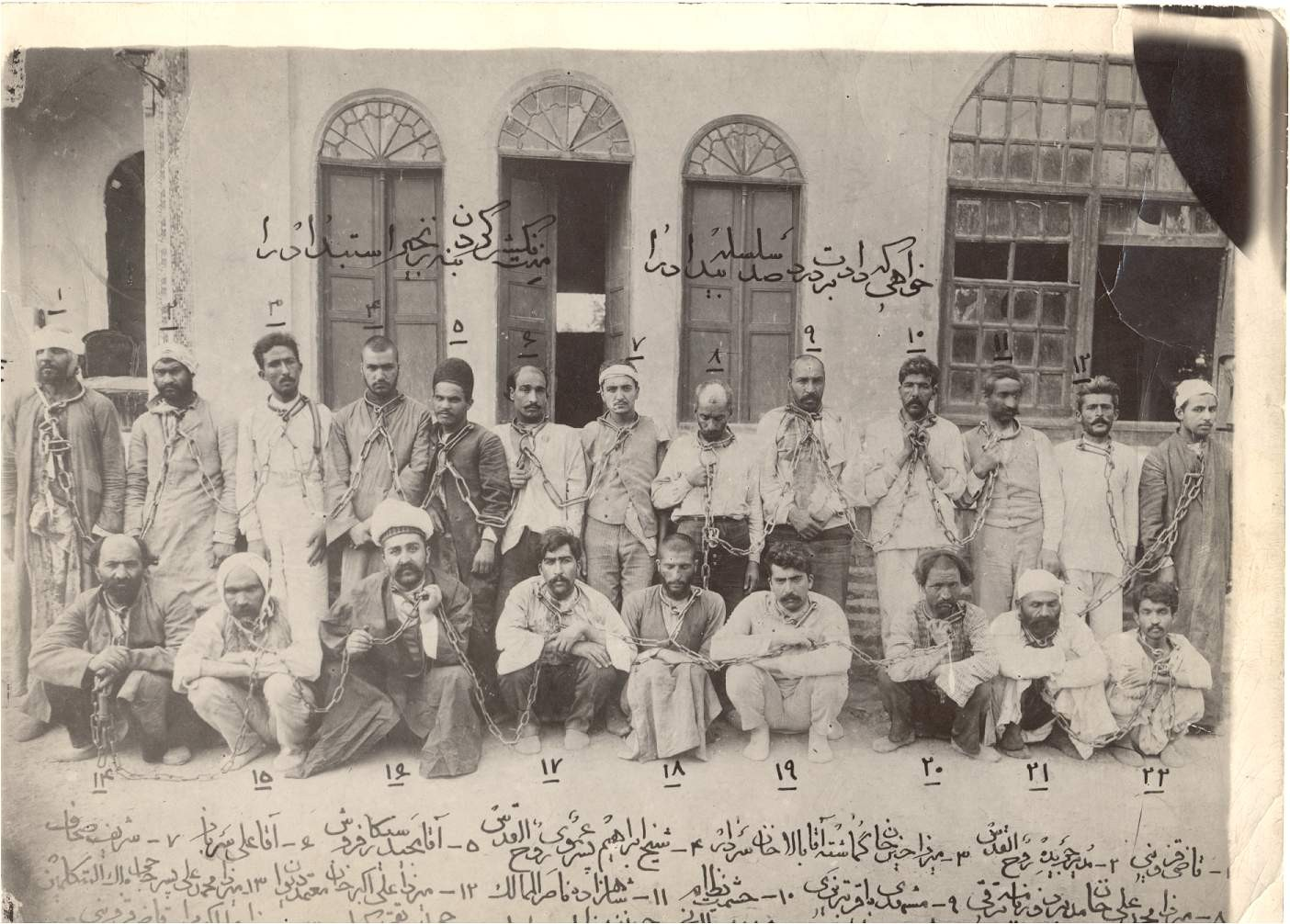
Gefangene in Bagh-e Schah nach der Auflösung des Parlaments, Juni 1908

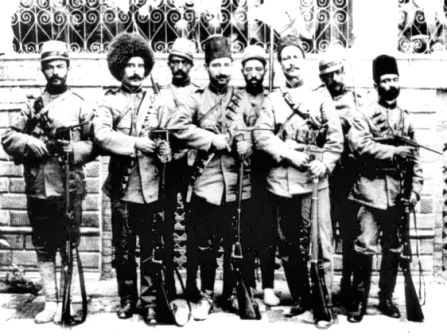
Die persischen Kosaken unter Hauptmann Liakhov

Am 25. Februar 1908 wurde vom Parlament ein neues Pressegesetz verabschiedet. Mohammed Ali Schah gratulierte dem Parlament schriftlich zu seiner erfolgreichen Arbeit. Wie es schien, hatte sich der Schah für eine Zusammenarbeit mit dem Parlament entschieden. Am 28. Februar 1908 fuhr Mohammed Ali Schah mit seiner Kutsche aus Teheran in den Vorort Duschantapeh, als unvermittelt eine Bombe gegen seine Kutsche geworfen wurde. Mohammed Ali Schah blieb unverletzt, seine Kutsche war bei dem Attentat jedoch schwer beschädigt worden. Nach einer Untersuchung wurden am 8. April 1908 vier Angestellte der städtischen Gasbeleuchtung verhaftet und in den Golestan-Palast zum Schah gebracht. Das Parlament protestierte dagegen, dass die Verhafteten nicht der ordentlichen Gerichtsbarkeit übergeben worden waren, und dass die Verhaftungen ohne Zutun der Justizbehörden allein auf Anweisung des Schahs vorgenommen worden waren. Die Verhafteten wurden daraufhin den Justizbehörden übergeben. Da keine Beweise für ihre Beteiligung an dem Attentat vorgelegt werden konnten, wurden sie wieder freigelassen. Zum ersten Mal wurden in Iran rechtsstaatliche Grundsätze höher als der Wille des Schahs bewertet. Die konstitutionelle Bewegung hatte einen großen Sieg errungen.
Mohammed Ali Schah war nun endgültig klar geworden, dass die Zeit der absolutistischen Entscheidungen zu Ende war. Diesen Machtverlust wollte er nicht weiter hinnehmen. Die Auflösung des Parlaments, die Abschaffung der Verfassung und die Rückkehr zur absoluten Monarchie sollte von nun an sein alleiniges Ziel werden.
Das Parlament wird aufgelöst

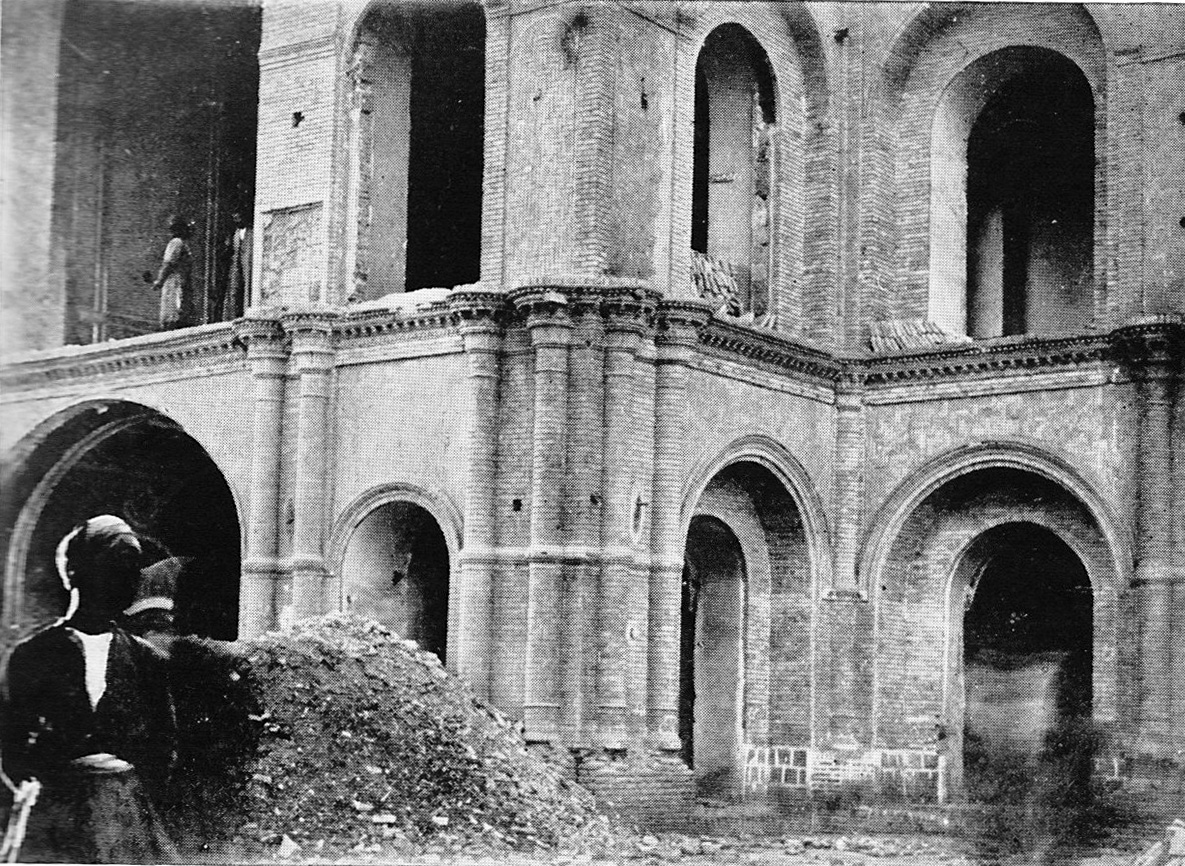
Das ausgebrannte iranische Parlamentsgebäude nach dem Beschuss der persischen Kosakenbrigade auf Befehl von Hauptmann Liakhov

Mohammed Ali Schah setzte sich mit General Liakhov, dem Kommandeur der persischen Kosaken, und dem russischen Botschafter in Verbindung, um das Parlament mit Waffengewalt aufzulösen. Am 4. Juni 1908 ging der Schah vom Golestan-Palast zu den Kasernen von Bagh-e Schah und blieb dort. Die Kosaken marschierten durch Teheran, um die Bevölkerung einzuschüchtern. Vier Tage später beschimpfte Mohammed Ali Schah die Anhänger der konstitutionellen Bewegung in einem Flugblatt mit dem Titel „Der Weg zur Befreiung“ als Verräter, Diebe, Mörder und verkommene Subjekte, die Iran mit ihren Wahnvorstellungen zu Grunde richten wollten und unschuldige Landeskinder für ihre verbrecherischen Ideen instrumentalisierten. Er, Mohammed Ali Schah, müsse nun Maßnahmen ergreifen, die Bevölkerung zu befreien und die konstitutionelle Bewegung zu vernichten. Am 12. Juni wurden Kanonen aus Schemiran und Duschantapeh vor dem Parlamentsgebäude postiert. Die Bevölkerung von Teheran versammelte sich wieder vor dem Parlament. Die Geistlichen Behbahani und Tabatabai und der Parlamentssprecher Momtaz al Dowleh forderten die Bevölkerung auf, nach Hause zu gehen, um gewaltsame Auseinandersetzungen zu vermeiden. Die Bevölkerung blieb jedoch beim Parlament und forderte die Absetzung des Schahs. Die Parlamentarier waren sich allerdings über das weitere Vorgehen uneinig. Usebaschi Mehdi, ein wichtiger Führer der konstitutionellen Bewegung, beging aus Verzweiflung wegen der Doppelzüngigkeit zahlreicher Abgeordneter Selbstmord, und wurde damit zum ersten Opfer. Der Schah forderte nun die „Entfernung“ weiterer acht Anführer der konstitutionellen Bewegung, darunter Mirzā Dschahāngir Chān, der Herausgeber der Zeitung Sur-e Esrafil (Souresrafil), und Malek-ol Motekalemin („König der Redner“). Es wurde zunächst eine Kommission gebildet, die mit Mohammed Ali Schah verhandeln sollte. Doch dieser lehnte Verhandlungen ab.
Am 23. Juni 1908 begann die Beschießung des Parlaments mit den Kanonen der Kosaken. Den 600 bewaffneten Verteidigern des Parlaments standen 2.000 persische Kosaken gegenüber. Nach vier Stunden war der ungleiche Kampf beendet. Die Verteidiger des Parlaments mussten aufgeben. Für den kommenden Tag wurde der Ausnahmezustand ausgerufen. Die Kosaken durchsuchten die Häuser der Konstitutionalisten, plünderten und töteten, wer sich ihnen widersetzte. Die Absicht Mohammed Ali Schahs war klar. Die noch junge Pflanze der iranischen Demokratie- und Freiheitsbewegung sollte mit der Wurzel ausgerissen werden. Zeitungen wie Souresrafil wurden verboten, die Druckmaschinen zerstört und die Herausgeber wie Mirzā Dschahāngir Khān getötet, die politischen Führer der konstitutionellen Bewegung Malek-al Motekalemin und Seyed Jamal Vaez erhängt. Ihrer Anführer beraubt, war die konstitutionelle Bewegung in Teheran politisch bedeutungslos geworden. Die für den 8. August 1908 geplanten Neuwahlen wurden abgesagt und Mohammed Ali Schah erklärte am 22. November 1908, dass ein Parlament grundsätzlich gegen islamische Gesetze verstoße. Der absolutistisch regierende Monarch hatte die Macht wieder an sich gerissen. Das Ende der parlamentarischen Bewegung schien gekommen.
An die Stelle des Parlaments trat eine vom Schah berufene Große Beratende Versammlung, aus 50 von ihm persönlich ausgewählten Personen aus den Klassen der Großgrundbesitzer, Kaufleute, Notablen und Kadscharenprinzen. Ein bekanntes Mitglied dieses Rates war Mohammad Mossadegh, der 1909, als es zum Sturz von Mohammad Ali Schah kam, aus Iran nach Frankreich floh, um sich vor der Verfolgung durch die konstitutionelle Bewegung in Sicherheit zu bringen. Die einfache Bevölkerung war in der „Beratenden Versammlung“ nicht vertreten. Die „Beratende Versammlung“ arbeitete Gesetzesvorlagen aus, die dann von Mohammed Ali Schah entweder verworfen oder durch seine Unterschrift bestätigt wurden. Die nun folgende Zeit vom 23. Juni 1908 bis 16. Juli 1909 wird als die kurze Zeit der Diktatur bezeichnet, denn es sollte bis zum Juli 1909 dauern, bis die Kämpfer der konstitutionellen Bewegung aus Täbris, Gilan und Isfahan Teheran wieder befreit und der Diktatur Mohammed Ali Schahs ein Ende gesetzt hatten.
Der Kampf um Täbris

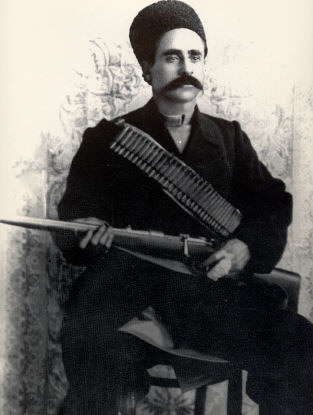
Sattar Khan – der Held von Täbris 1908

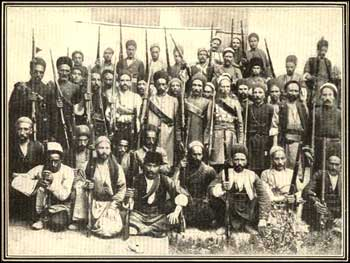
Die Freiheitskämpfer von Täbris 1908

Nach der Auflösung des Parlaments in Teheran waren es zunächst nur die Einwohner von Täbris, die sich dem absolutistischen Anspruch Mohammed Ali Schahs widersetzten. Sie hatten sich auf mögliche Angriffe vorbereitet und bereits in den letzten Jahren von Naser al-Din Schah eine Untergrundbewegung mit Namen Mudschahed (Freiheitskämpfer) aufgebaut. Ab März 1907 hatte man mit der militärischen Ausbildung der „Freiheitskämpfer“ begonnen. Jeden Tag nach Sonnenuntergang gingen die Bürger von Täbris nach getaner Arbeit nach Hause, holten ihre Waffen, trafen sich an lokalen Sammelplätzen und veranstalteten militärische Übungen.
Als am 1. Juli 1908 Rahim Khan auf Befehl des Schahs Täbris mit 700 Reitern angriff, um die Anführer der Konstitutionellen Bewegung in Täbris Sattar Khan und Bagher Khan zu verhaften, konnten die Mudschahedin dies verhindern. Ein erneuter Angriff am 13. Juli 1908 brachte für den Schah einen ersten Erfolg. Weite Teile von Täbris wurden von seinen Truppen besetzt. Lediglich ein einziger Bezirk konnte von den Freiheitskämpfern unter Führung von Sattar Khan verteidigt werden. Doch nach einem unvermuteten Gegenangriff der Muhajeds mit Sattar Khan an der Spitze musste am 20. Juli 1908 Rahim Khan, der Führer der schahtreuen Truppen, seine Niederlage bekannt geben. Am 8. August 1908 konnte ein Großangriff auf Täbris wiederum von den Mudschahedin unter Führung von Sattar Khan zurückgeschlagen werden. Mohammed Ali Schah musste erkennen, dass er Sattar Khan nicht besiegen konnte, ja dass dessen militärische Erfolge ihm weiteren Zulauf an Kämpfern brachte und so die Kampfstärke der Mudschahedin weiter zunahm.
Die schiitische Geistlichkeit hatte sich inzwischen auf die Seite des Schahs geschlagen und die Kämpfer Sattar Khans als Bab-Anhänger (Bahai) verunglimpft. Daraufhin begannen die Mudschahedin ganztägig islamische Gebete zu singen, um nicht weiter als Ketzer beschimpft zu werden. Am 28. August 1908 begann ein neuer Angriff auf Täbris angeführt von Abdol Madschid Mirza Eyn-al-Dowleh. Sattar Khan hatte seine Kämpfer mit neuartigen, von Georgiern gebauten Bomben bewaffnet, die Iraner aus dem Kaukasus nach Täbris zur Unterstützung der Mudschahedin gesandt hatten. Die Angreifer mussten erneut eine Niederlage einstecken. Am 21. September 1908 wurde Sattar Khan ein Ultimatum gestellt, endlich aufzugeben. Der Angriff der Truppen des Schahs erfolgte am 25. September. Doch auch dieses Mal musste der Angriff abgebrochen worden, nachdem über 300 Angreifer im Kugelhagel der Mudschahedin gefallen waren. Diese erneute Niederlage der Regierungstruppen hatte Signalwirkung für die Bevölkerung Irans. Sattar Khan hatte bewiesen, dass man Mohammed Ali Schahs Truppen widerstehen konnte, wenn man ausreichend bewaffnet war und heldenhaft kämpfte.
Am 9. Oktober 1908 griffen die Mudschahedin mitten in der Nacht die Regierungstruppen an und brachten ihnen erhebliche Verluste bei. Bereits am 12. Oktober hatten die Mudschahedin ganz Täbris wieder unter Kontrolle. Eyn-al-Dowleh wurde nun vom Schah vor die Wahl gestellt, entweder Sattar Khan zu besiegen oder zurückzutreten. Da ein Sieg völlig ausgeschlossen war, trat Eyn-al-Dowleh zurück. Die konstitutionelle Bewegung übernahm wieder die Verwaltung von Täbris. Auch in Teheran begann sich die konstitutionelle Bewegung neu zu formieren, und in allen größeren iranischen Städten wie Isfahan, Rascht und Maschhad, versammelte sich die Bevölkerung zu Demonstrationen gegen den Schah.

### 1909: Der Sturz Mohammed Ali Schahs

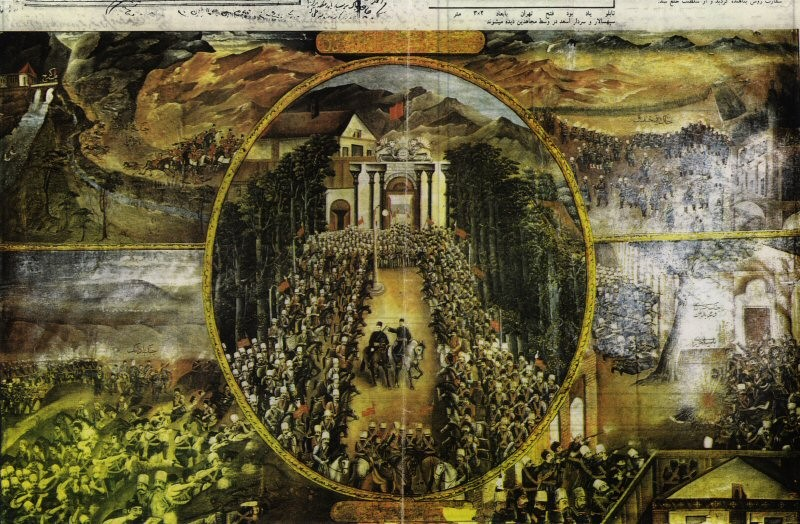
Die Befreiung Teherans durch Sardar Asad und Sepahsalar Tonekaboni

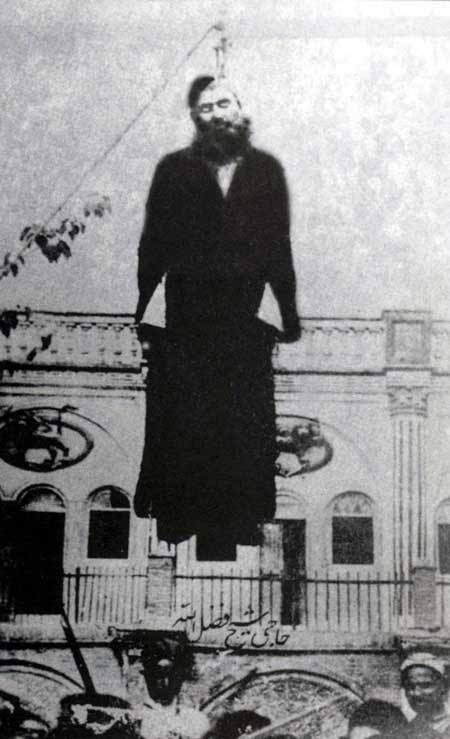
Hinrichtung Fazlollah Nuris (1909)

Das Wirtschaftsleben Irans war langsam zum Erliegen gekommen. Die Bevölkerung begann zu hungern. Sattar Khan beschloss, den Kampf trotz der schlechten Ernährungslage fortzusetzen und von Westen aus nach Teheran zu marschieren. Im Norden Irans hatte Mohammad Vali Khan Tonekaboni Sepahdar aus Tonekabon in Mazandaran, der mit seinen Truppen den Schah gegen Sattar Khan unterstützen sollte, die Seite gewechselt und war Sattar Khan zu Hilfe gekommen. Aus dem Süden unterstützten die Bakhtiaris unter Führung von Sardar Asad die Konstitutionalisten. Am Ende marschierten Freiheitskämpfer aus drei Richtungen nach Teheran, um den Schah zu stürzen.
In einem letzten Versuch, seinen Thron zu retten, setzte Mohammed Ali Schah ein neues Kabinett ein und erkannte die konstitutionelle Maschruteh-Bewegung als einzig rechtmäßige politische Bewegung an. Man begann mit der Ausarbeitung eines neuen Wahlgesetzes, das am 1. Juli 1909 verabschiedet wurde. Damit wurde die politische Vormachtstellung des Adels, der Kadscharenfamilie und der Großgrundbesitzer aufgehoben. Jeder Bürger Irans, ausgenommen Frauen, Kriminelle, Betrüger und geistig Behinderte war von nun an, ab einem bestimmten Alter wahlberechtigt bzw. konnten sich als möglicher Abgeordneter zur Wahl stellen. Eine zentrale Forderung der konstitutionellen Bewegung war damit erfüllt worden.
Trotz dieser Wahlrechtsreform marschierten die Kämpfer der konstitutionellen Bewegung weiter Richtung Teheran. Die Besetzung von Qazvin, das nur 200 km von Teheran entfernt ist, durch die Truppen Sepahdars löste bei Mohammed Ali Schah, dem Kadscharenhof und der russischen und britischen Botschaft einen Schock aus. Der russische und der britische Gesandte entwickelten gemeinsam Pläne zur Rettung des Schahs. Sie sandten Unterhändler nach Nadschaf und Kerbela, um die höchste schiitische Geistlichkeit zur Vermittlung zwischen Sattar Khan, Sepahdar und Mohammed Ali Schah zu bewegen. Eine Delegation reiste nach Qazvin zu Sepahdar. Der Schah bestätigte in einem Telegramm an Sepahdar, dass er Wahlen zum zweiten Parlament angeordnet habe. Sepahdar las das Telegramm seinen Kämpfern vor, wollte eine Siegesfeier abhalten und nach Hause fahren. Doch seine Kämpfer hinderten Sepahdar an der Abreise und wollten nach Teheran. Ihre Forderung war unmissverständlich: Mohammed Ali Schah sollte gehen.
Am 22. Juni 1909 standen die Freiheitskämpfer vor Qom, das sie am 8. Juli 1909 einnahmen, worauf sie am 13. Juli in Teheran einzogen. Am 16. Juli trat der Hohe Rat aus Mitgliedern der Freiheitskämpfer, der Geistlichkeit, des Kadscharenhofes und einiger bürgerlicher Politiker zusammen. Zum Regierungschef der neuen Revolutionsregierung wurde Mohammad Vali Khan Tonekaboni (Sepahdar) bestimmt. Noch am selben Tag floh der Schah aus seinem Palast in die russische Botschaft. Der Hohe Rat setzte in einer außerordentlichen Sitzung Mohammed Ali Schah zu Gunsten seines zwölf Jahre alten Sohnes Ahmad Schah ab. Ali Reza Khan Azod al Molk, der über 80 Jahre alte Sohn eines Onkels Naser al-Din Schahs, wurde als Regent bis zur Volljährigkeit Ahmad Schahs eingesetzt.
Mit Mohammed Ali Schah und den Vertretern Russlands und Großbritanniens begannen nun Verhandlungen, zu welchen Bedingungen Mohammed Ali Schah das Land verlassen und die Regierung unter Ahmad Schah anerkennen würde. Einigkeit wurde erzielt, nachdem Mohammed Ali Schah eine Pension von $ 80.000 pro Jahr zugesagt wurde, die daran geknüpft war, dass er sich jeder politischen Tätigkeit enthielt. Ferner musste die Regierung Mohammad Ali Schahs Schulden bei der dem russischen Staat gehörenden Banque d'Escompte et des Prets de Perse in Höhe von 1,5 Mio. Toman übernehmen. Am 10. September 1909 verließ Mohammed Ali Schah die russische Botschaft und begab sich ins Exil nach Odessa in Russland. Die Minister der Revolutionsregierung bestanden zum großen Teil aus altbewährten Gefolgsleuten des Kadscharenhofes. Da verwundert es nicht, dass die Revolutionsregierung statt Mohammed Ali Schah für seine Verbrechen und den Hochverrat, den er an der Verfassung begangen hatte, vor Gericht zu stellen, ihm eine monatliche Pension genehmigten. Auch General Liakhov, der Kommandeur der persischen Kosaken, der das Parlament mit Kanonen hatte beschießen lassen, wurde von jeglicher Schuld freigesprochen. Lediglich fünf ausgesprochene Gegner der Maschruteh, wie Scheich Fazlollah Nuri und Mir Haschem Davatschi, wurden zum Tode verurteilt und gehängt.
Langsam begann sich das Leben in Iran wieder zu normalisieren. Die Versorgung mit Lebensmitteln verbesserte sich, Zeitungen erschienen wieder und im Oktober 1909 fanden die Wahlen zum zweiten Parlament Irans statt, das sich am 15. November 1909 konstituierte. Sepahdar wurde zum Premierminister gewählt. Die konstitutionelle Bewegung schien die absolute Monarchie endgültig besiegt zu haben.

### 1910: Konstitutionelle Monarchie unter Ahmad Schah

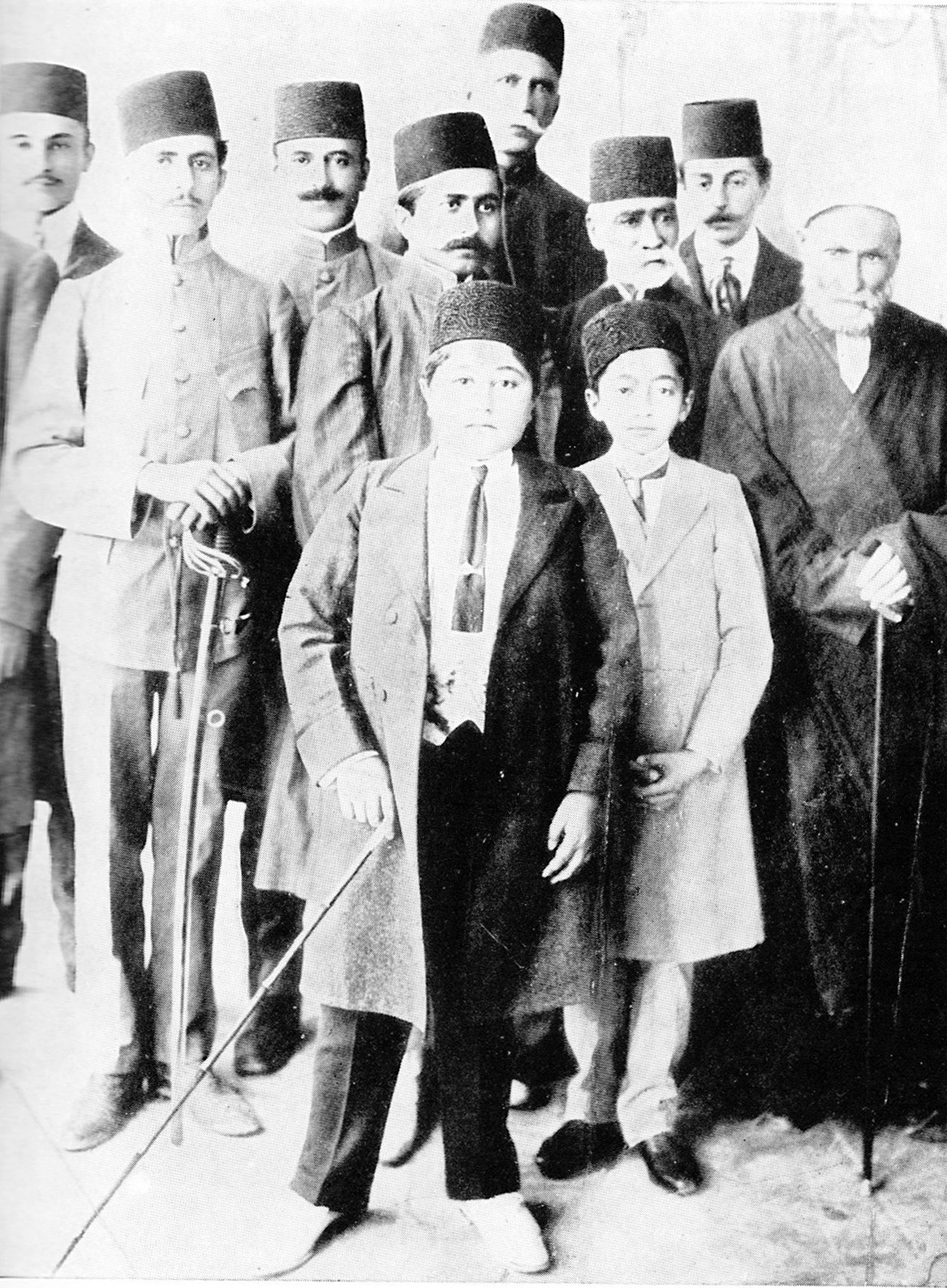
Ahmad Schah (Bildmitte) und sein Gefolge, 1911

Um die iranische Wirtschaft wieder in Gang zu bringen, nahm die Regierung unter Sepahdar noch im Dezember 1909 Verhandlungen mit der russischen und britischen Regierung über ein Darlehen im Wert von 2,5 Mio. Dollar auf. Großbritannien und das zaristische Russland hatten sich inzwischen mit der konstitutionellen Monarchie und dem iranischen Parlament als neuem Machtzentrum abgefunden. Die bislang einflussreichsten Mächte in Iran hatten einen Weg gefunden, die Macht der parlamentarischen Regierung zu beschneiden. Die Russen hatten zur „Sicherung ihrer Interessen“ während der inneriranischen militärischen Auseinandersetzungen des Jahres 1909 weite Teile Nordirans besetzt. Die Briten torpedierten die Bemühungen der Regierung, die Wirtschaft des Landes zu beleben. Nachdem die Verhandlungen mit Großbritannien wie mit Russland über ein Wirtschaftsdarlehen gescheitert waren, nahm die iranische Regierung Verhandlungen mit einem Londoner Privatbankier auf, um ein Darlehen gegen die Verpfändung der Kronjuwelen zu bekommen. Auch dieses Darlehen kam aufgrund einer Intervention der britischen Regierung nicht zu Stande. Wenn man die konstitutionelle Bewegung schon nicht militärisch besiegen konnte, wollten die Briten und die Russen Iran wenigstens in wirtschaftlicher Abhängigkeit halten.
Bei all den Auseinandersetzungen um die politische Macht in Iran war ein Faktum völlig unbeachtet geblieben. Drei Jahre nach Übernahme der Konzession von William Knox D’Arcy stieß die britische Burmah Oil bei einer Bohrung in Masdsched Soleyman am 26. Mai 1908 in 360 Metern auf Öl. Die Arbeiter der Burmah Oil hatten eines der größten Ölfelder der Welt entdeckt. Um das persische Öl zu fördern, zu verarbeiten und zu vermarkten, wurde im April 1909 die Anglo-Persian Oil Company abgekürzt APOC, (1935 in Anglo-Iranian Oil Company (AIOC) und 1954 in British Petrol, BP umbenannt) als nahezu hundertprozentige Tochter der Burmah Oil Company gegründet. Während die iranische Regierung verzweifelt um ein Darlehen mit den Briten verhandelte, um die am Boden liegende Wirtschaft Irans wieder beleben zu können, brachten die Briten die wohl wertvollsten Bodenschätze in Südiran unter ihre Kontrolle. Am 16. Oktober 1910 stellten sie der iranischen Regierung ein Ultimatum. Die unsichere Lage im Süden mache es notwendig, mit eigenen Kräften für Ruhe und Ordnung zu sorgen. Am 19. Oktober 1910 gingen britische Marinetruppen in Buschehr an Land und besetzten Schiras. Die iranische Regierung protestierte am 23. Oktober 1910 erfolglos und bat das osmanische und Deutsche Reich um Hilfe. Die Deutschen einigten sich mit Russland am 5. November 1910 nicht einzugreifen. Das Osmanische Reich war politisch und militärisch so schwach, dass es keine militärische Hilfe anbieten konnte. Am 30. Oktober 1910 landeten weitere britische Truppen in Lingeh. Yazdi und die schiitische Geistlichkeit riefen im damals noch osmanischen Nedschef zum nationalen Widerstand auf. Noch vor dem Ausbruch des Ersten Weltkriegs hatten britische und russische Truppen Teile Irans besetzt. Unter diesen Voraussetzungen war es für die konstitutionelle Regierung nahezu unmöglich, mit dem geordneten Aufbau einer funktionierenden Verwaltung in Iran zu beginnen.
Am 22. September 1910 starb Ali Reza Khan Azod al Molk, und Abolqasem Naser al Molk wurde vom iranischen Parlament als neuer Regent Irans bestimmt.
Am 29. Oktober informierte der iranische Außenminister den britischen und russischen Botschafter, dass man Kenntnis davon habe, dass der sich im russischen Exil befindliche Mohammed Ali Schah mit turkmenischen Stämmen über eine militärische Unterstützung zu seiner Rückkehr nach Teheran verhandle, und dass man deshalb die Zahlung seiner Pension bis zur weiteren Klärung aussetzen wolle. Dieses Ansinnen der iranischen Regierung wurde strikt abgelehnt. Stattdessen wurde eine Gruppe Bewaffneter zum Haus des Außenministers gesandt, die die ausstehende Pension eintreiben sollte. Mohammed Ali Schah hatte inzwischen eine Rundreise durch Europa angetreten, um politische und finanzielle Unterstützung für den Sturz der konstitutionellen Regierung zu bekommen.
In ihrer Not wandte sich die iranische Regierung an die USA. Man konnte die amerikanische Regierung zwar weder zu einem Darlehen überreden, noch ihre politische Unterstützung gegen Russland und Großbritannien gewinnen. Allein die Zusage, einen fähigen Finanzbeamten nach Iran zu entsenden, der ein funktionierendes Steuersystem aufbauen und so der konstitutionellen Regierung die dringend benötigten Einnahmen zum Aufbau von Staat und Verwaltung ermöglichen sollte, wurde schon als bescheidener politischer Erfolg angesehen.

### 1911: Umsturzversuch Mohammed Ali Schahs

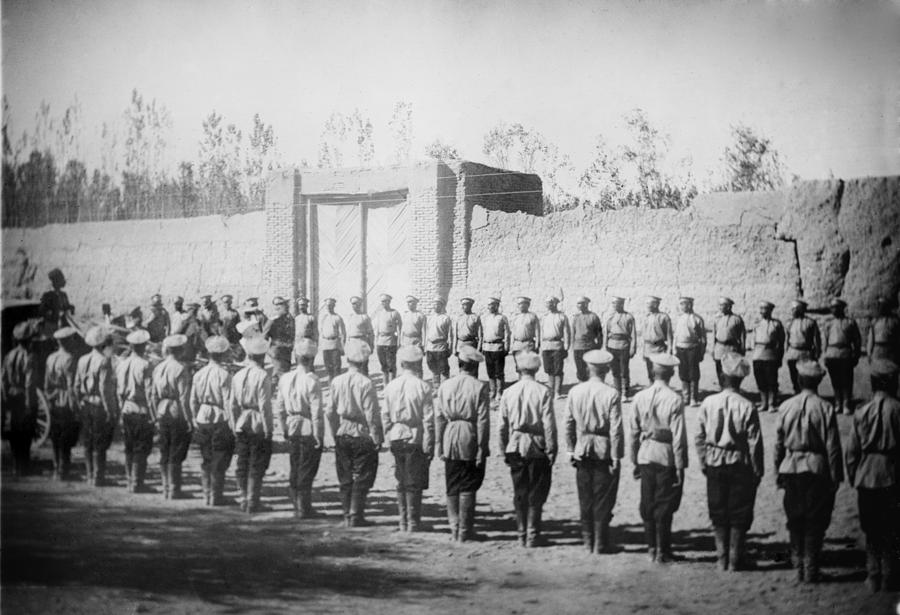
Russische Truppen in Iran, 1911

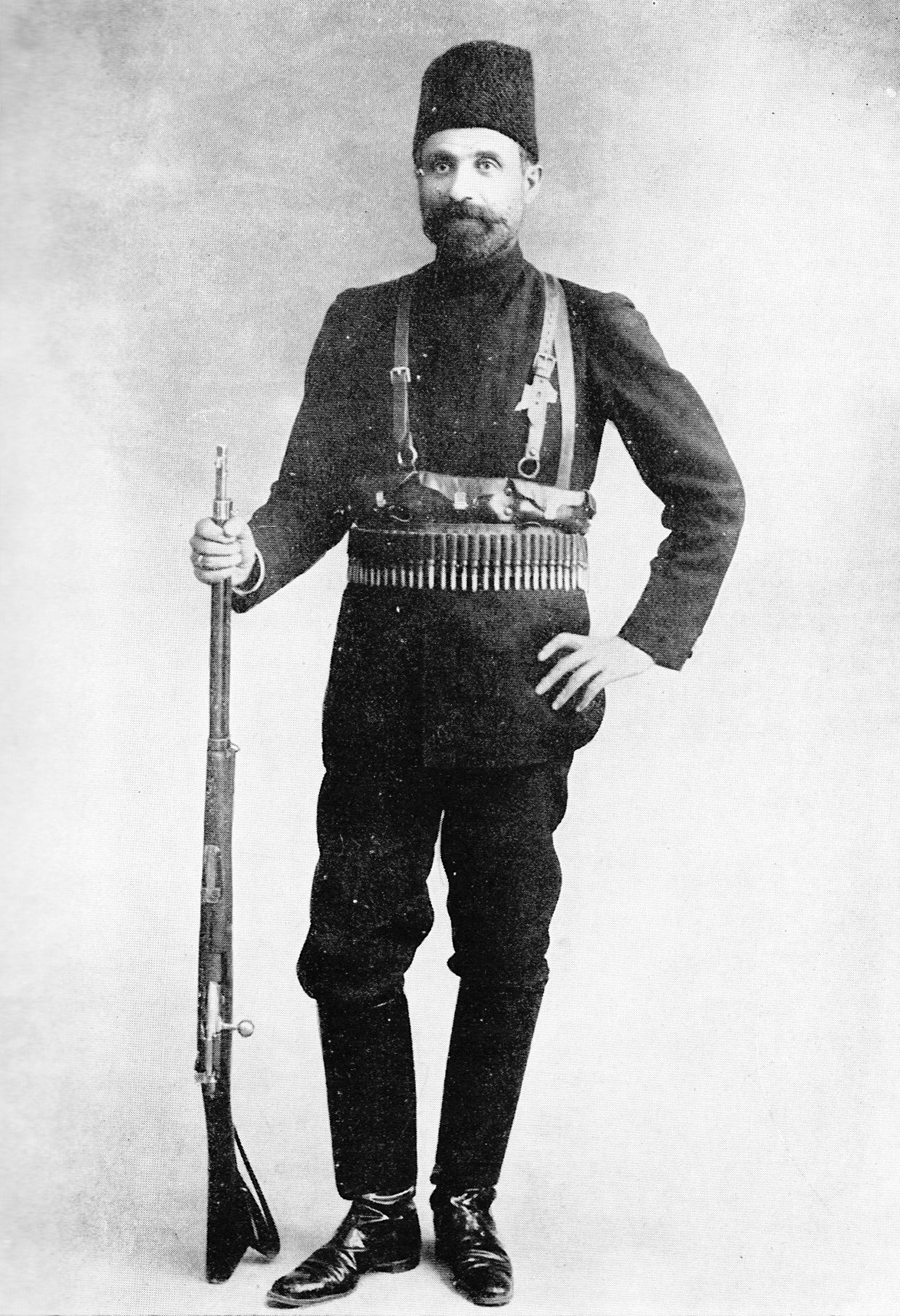
Yeprem Khan Davidian, Polizeichef von Teheran während der Konstitutionellen Revolution

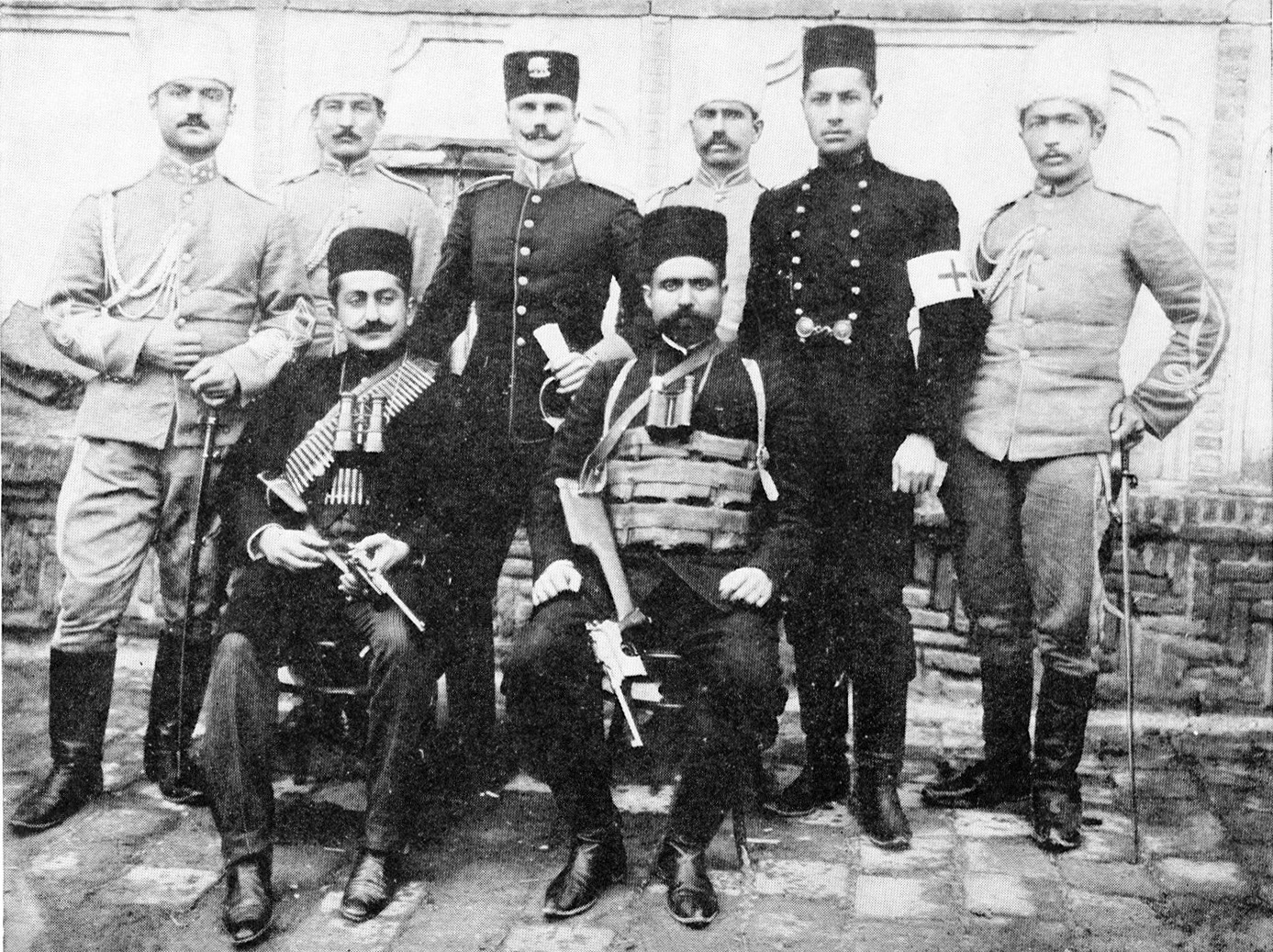
Major Haase (Bildmitte), Teheran 1911

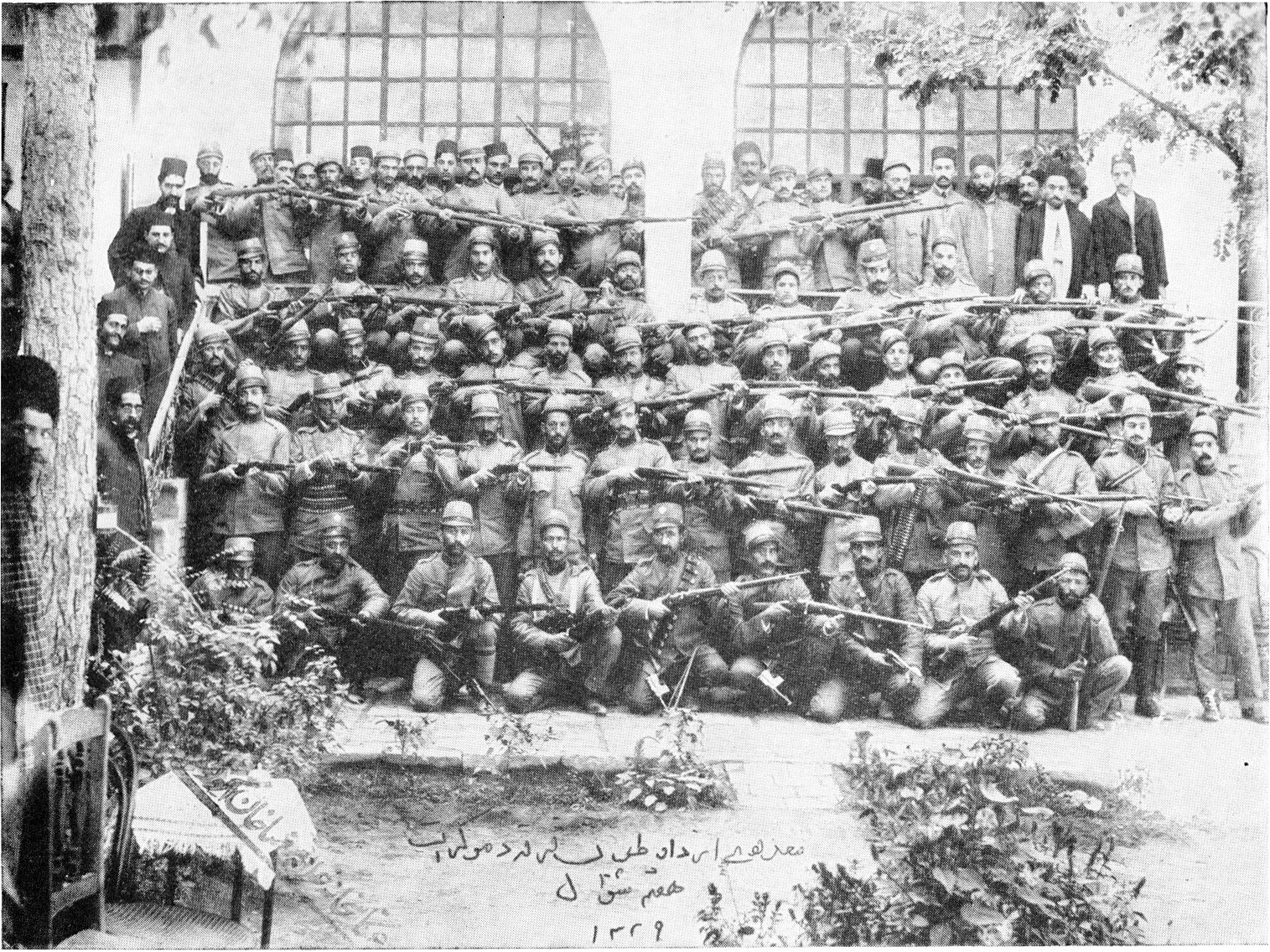
Freiwillige Kämpfer gegen Mohammed Ali Schah, 1911

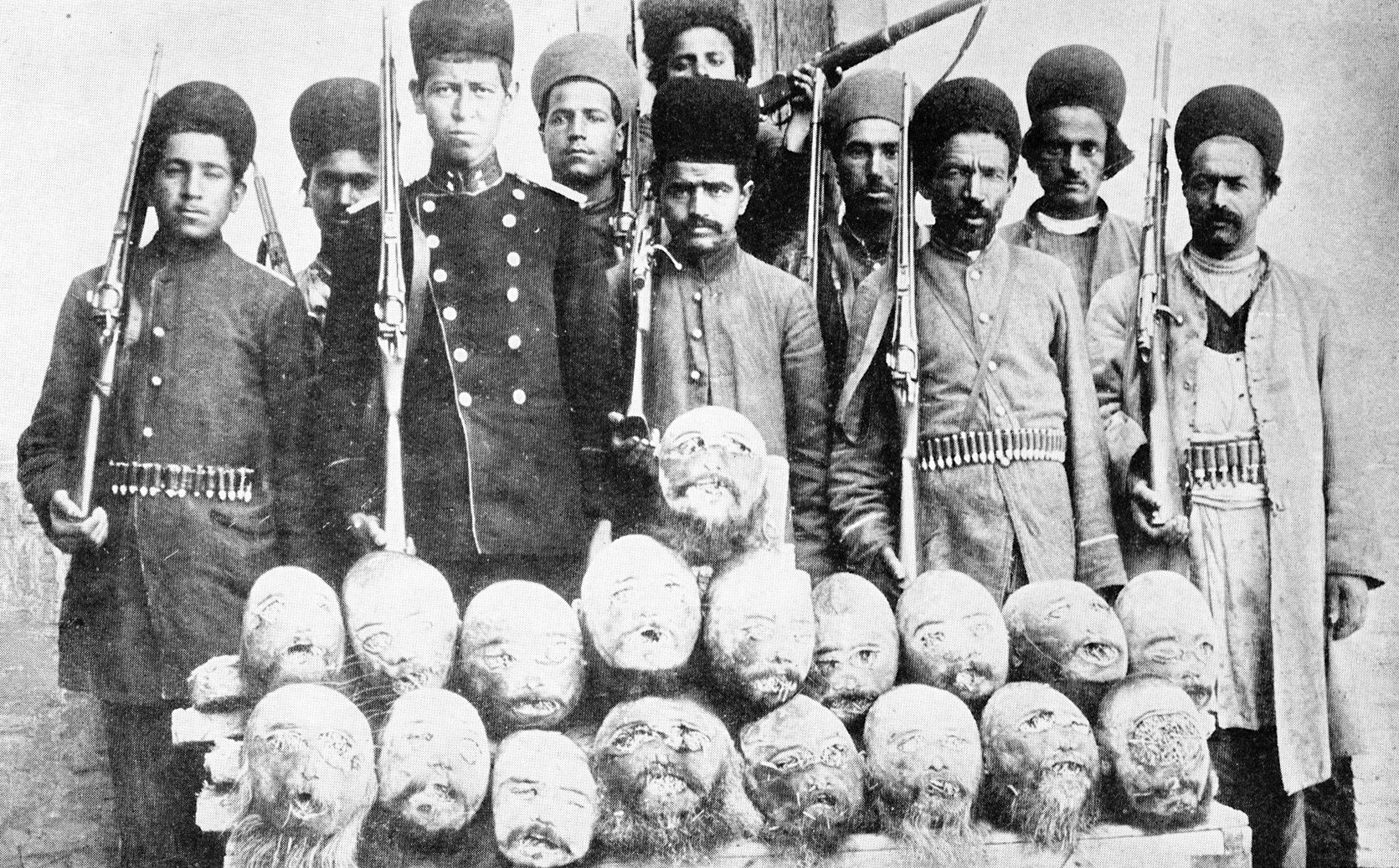
Köpfe von Stammesführern der Turkmenen, mit Stroh ausgestopft und nach Teheran gebracht, 1911

Im Frühjahr 1911 traf der US-Amerikaner Morgan Shuster in Teheran ein und wurde umgehend beauftragt, das staatliche Finanzwesen zu reorganisieren. Shuster sollte das Amt des Schatzkanzlers für drei Jahre übernehmen. Am 13. Juni 1911 verabschiedete das Parlament ein von Shuster entworfenes Finanzgesetz, wonach sämtliche staatlichen Einnahmen und Ausgaben vom Schatzkanzleramt zentral verwaltet werden sollten. In kurzer Zeit erreichte Shuster eine Neuordnung der Staatsfinanzen. Die in den Provinzen erhobenen Steuern wurden an die Zentralregierung abgeführt, ein Haushaltsplan erstellt, vom Parlament diskutiert und verabschiedet und die Gehälter für die Staatsbeamten und der Sold für Polizei und Gendarmerie wurden pünktlich ausgezahlt.
Unterdessen war am 18. Juli 1911 der ehemalige Schah Mohammed Ali ins russisch besetzte Komeschtepe am Kaspischen Meer mit falschem Bart und falschem Pass verkleidet als Kaufmann aus Bagdad mit Namen Khalil „eingereist“. Mit sich führte er schwere Kisten mit der Aufschrift „Mineralwasser“, in denen sich drei zerlegte Kanonen befanden. Begleitet wurde er von seinem ehemaligen General Arschad-ol-Dowleh. Auf dem Papier gab es zwar eine noch unter Naser al-Din Schah von einer Österreichisch-Ungarischen Militärmission in Persien aufgebaute und von Mohammad Vali Khan Tonekaboni Sepahdar befehligte persische Armee, doch die bestand nach Recherchen von Morgan Shuster nur noch aus wenigen Mann. Auf die von russischen Offizieren befehligte Persische Kosakenbrigade konnte die konstitutionelle Regierung ebenso wenig bauen, da die Kosaken als schahtreu galten. Die einzigen nennenswerten Truppen, die zur Abwehr des Putschversuches von Mohammad Ali Schah eingesetzt werden konnten, bestanden aus den 1.800 Mann Teheraner Polizei und Gendarmerie, befehligt vom Armenier Yeprem Khan Davidian. Ihre Bewaffnung bestand aus alten Gewehren, einem Maxim-Maschinengewehr und zwei Schneider-Feldgeschützen. Das Maschinengewehr und die zwei Feldgeschütze wurden zu einer kleinen Artillerieeinheit zusammengefasst, die von dem in persischen Diensten stehenden deutschen Major Haase geleitet wurde.
Mohammed Ali Schah hatte inzwischen 2000 Turkmenen und ihm ergebene persische Soldaten angeworben und marschierte am 22. Juli 1911 in Astarabad (heute: Gorgan) ein. Auf Vorschlag von Morgan Shuster setzte die Regierung in Teheran am 29. Juli ein Preisgeld von 100.000 Toman (ca. $90.000) auf den Kopf von Mohammed Ali Schah und je 25.000 Toman auf den Kopf seiner beiden Brüder, die vom osmanischen Reich aus in Persien einmarschiert waren, aus. Diese in den USA bei der Suche nach Kriminellen recht erfolgreiche Methode war in Iran bis dahin unbekannt. Steckbriefe mit dem Bild von Mohammad Ali Schah und dem ausgelobten Kopfgeld wurden gedruckt und im Land verteilt. Als die Nachricht über das ausgesetzte Kopfgeld Mohammed Ali Schah erreichte, floh er ans Kaspische Meer und wartete dort die weiteren Ereignisse ab. Die 2000 bewaffneten Turkmenen und schahtreue persische Soldaten waren inzwischen unter der Führung von Arschad-ol-Dowleh auf Teheran vorgerückt. Yeprem Khan und Major Haase zogen ihnen mit 350 leicht bewaffneten Polizisten und Gendarmen, dem Maxim-Maschinengewehr und den zwei Feldgeschützen entgegen. 50 km südöstlich vor Teheran in der Nähe des Dorfes Veramin trafen die ungleichen Kräfte aufeinander. Major Haase bezog auf einem kleinen Hügel Stellung und ließ mit dem Maschinengewehr auf die heranrückenden Turkmenen feuern. Die hatten bis zu diesem Zeitpunkt noch nie ein Maschinengewehr gesehen, waren über dessen tödliche Wirkung entsetzt und flohen. Zurück blieben 60 gefallene und 400 gefangene Turkmenen und der verwundete Arschad-ol-Dowleh. Arschad wurde verhört und am folgenden Tag standrechtlich erschossen. Sein Leichnam wurde nach Teheran gebracht und dort öffentlich ausgestellt. Teheran und die konstitutionelle Regierung waren gerettet.  Am 4. Oktober 1911 eroberten die Regierungstruppen die von Mohammed Ali Schahs Bruder besetzte Stadt Hamadan zurück. Mohammed Ali Schah verließ am 16. Oktober 1911 endgültig das Land in Richtung Russisch-Turkmenien.
Nach dem fehlgeschlagenen Putsch des nun wieder im russischen Exil lebenden Mohammed Ali Schahs forderte die iranische Regierung den Bruder des Schahs Schu'a al-Saltaneh (شعاع السلطنه), einen der reichsten Männer des Landes und glühenden Verfechter der politischen Ziele Russlands in Persien, auf, sein Vermögen als Ausgleich für die durch den Putsch entstandenen Schäden an die Regierung abzutreten. Morgan Shuster wurde beauftragt, die Beschlagnahmung durchzuführen. Der Vertreter Russlands stellte das Vermögen Mohammed Ali Schahs und seines Bruders unter russischem Schutz und verlangte umgekehrt eine Entschädigung und Entschuldigung von Seiten der persischen Regierung. Um diesen Forderungen Nachdruck zu verleihen, entsandte der Zar umgehend russische Truppen ins persische Bandar Anzali. Zudem wurde am 30. November 1911 von russischer Seite ultimativ die Abberufung Shusters gefordert. Am 1. Dezember 1911 marschierten die Russen vom besetzten Rascht (Gilan) auf Täbris vor. Der Regent entließ daraufhin Shuster am 11. Dezember 1911 gegen den Willen des Parlaments, das das Ultimatum zurückgewiesen hatte. Am 20. Dezember 1911 löste Nizam al-Mulk das Parlament auf. Am 24. Dezember 1911 brach in Täbris ein Aufstand aus. Am 29. Dezember 1911 besetzten russische Truppen erneut Teheran. Ein weiteres Mal schien die konstitutionelle Bewegung am Ende zu sein.
Nach dem Beschuss des Imam-Reza-Schreins in Maschhad durch russische Truppen am 29. März 1912 und andauernden Aufständen in Täbris, in deren Verlauf mehrere Geistliche, die sich gegen die Verfassung aussprachen, zusammen mit russischen Sympathisanten öffentlich hingerichtet worden waren, gab das Parlament auf Druck des Regenten Naser al Molk nach, um endlich wieder zu geordneten Verhältnissen zu gelangen. Morgan Shuster hatte das Land bereits verlassen. Die Beschlagnahmung der Ländereien des Bruders von Mohammad Ali Schah wurde aufgehoben. Die russischen Truppen zogen wieder ab.

## Iran im Ersten Weltkrieg

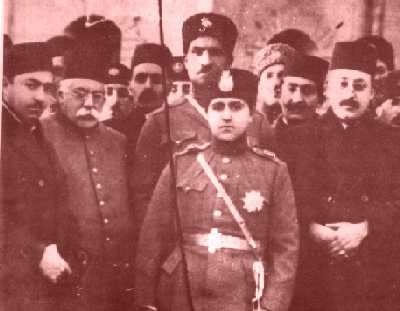
Ahmad Schah, Reza Khan (hinter Ahmad Schah), Abdol Hossein Farmanfarma (links von Ahmad Schah)

### Britisch-russische Besatzung
Im Juni 1914 fanden dann Wahlen statt, und das Parlament nahm seine Arbeit wieder auf. 1915 wurde Ahmad Schah 18 Jahre alt und übernahm offiziell die Regentschaft. Nach dem Ausbruch des Ersten Weltkriegs drängten Großbritannien und Russland Premierminister Hassan Mostofi, den Krieg gegen das Deutsche Reich und das osmanische Reich zu erklären. Dieser weigerte sich jedoch und erklärte stattdessen die Neutralität Irans. Die britischen und russischen Regierungen beachteten die Neutralitätserklärung Irans jedoch nicht weiter, sondern marschierten in den Iran ein und führten von iranischem Territorium aus Krieg gegen das osmanische Reich. Hungersnöte brachen im Westen des Iran aus. In Hamadan und Kermānschāh lebte die Bevölkerung zeitweise in Höhlen. Über 100.000 Iraner verhungerten.
Hassan Mostofi und Ahmad Schah wollten die Regierung nach Qom verlegen, um sich dem britischen und russischen Einfluss zu entziehen. Nachdem dies von den Briten und Russen verhindert worden war, gründeten in Kermānschāh einige Parlamentarier ein Nationales Verteidigungskomitee und riefen eine Exilregierung unter dem Vorsitz Reza Qoli Khan Nezam al Saltanehs (der bereits 1907–1908 Premier gewesen war) aus. Das Parlament hatte sich inzwischen aufgelöst und sollte erst 1921 wieder zusammentreten. Die Briten setzten bei Ahmad Schah die Ernennung von Abdol Hossein Mirza Farmanfarma zum Premierminister durch. Am 11. März 1917 fiel Baghdad in die Hände der Briten. Die provisorische Regierung Irans und die persischen Gendarmen mit ihren deutschen und schwedischen Offizieren flohen aus dem Westen Irans nach Kirkuk. Die provisorische iranische Regierung unter Nezam al Saltaneh stellte ihre Geschäfte ein. Von nun an war klar, dass die Briten und Russen in Iran wieder den Einfluss zurückgewonnen hatten, den sie durch die unabhängig agierende konstitutionelle Regierung der Jahre 1911 bis 1915 für kurze Zeit verloren hatten. Aus den im Vertrag von Sankt Petersburg von 1907 festgelegten wirtschaftlichen Einflusszonen waren im Verlauf des Ersten Weltkrieges Besatzungszonen geworden.

### Der Frieden von Brest-Litowsk
Bis zum Ende des Ersten Weltkrieges war ein Viertel der iranischen Bevölkerung an den Kriegsfolgen zu Tode gekommen. Das Amt des Premierministers sollte sieben Mal neu besetzt werden. Selbst der erzkonservative Abdol Madschid Mirza Eyn-al-Dowleh, der unter Mohammed Ali Schah so vehement gegen die konstitutionelle Bewegung gekämpft hatte, sollte ein weiteres Mal Premierminister werden. Nach der Machtübernahme der Bolschewiken im Rahmen der Oktoberrevolution am 7. November 1917 erkannte Eyn-al-Dowleh bereits am 14. Dezember 1917, noch einen Tag vor dem am 15. Dezember 1917 zwischen dem Deutschen Reich und Russland geschlossenen Waffenstillstandsabkommen, die neue, sowjetische Regierung an. Die iranische Regierung hatte durch ihren Botschafter in Petrograd der sowjetischen Regierung zur Machtübernahme gratuliert und erklärt, „dass sie alle Verträge zwischen Persien und dem zaristischen Russland, die die Unabhängigkeit und Sicherheit Persiens einschränkten, für nichtig erachte.“ Gleichzeitig bot die iranische Regierung an, mit der neuen sowjetischen Regierung neue Verträge abzuschließen, die der veränderten politischen Lage Rechnung trügen. Leo Trotzki erklärte am 4. Januar 1918, dass die russischen Truppen Iran in der „kürzest möglichen Zeit“ verlassen würden. Dabei bezog er sich auf die Friedensverhandlungen mit dem Deutschen Reich. Im am 3. März 1918 unterzeichneten Friedensvertrag von Brest-Litowsk wurde dann auch der Abzug der russischen Truppen geregelt. Die zaristischen Truppen zogen zunächst allerdings nicht ab, sondern schlossen sich überwiegend der Weißen Armee an, um den Sturz der neuen sowjetischen Regierung zu betreiben. Iran sollte auch nach dem Ende des Ersten Weltkriegs nicht zur Ruhe kommen. Die Briten versuchten nun ihre Vormachtstellung zu nutzen und drängten die iranische Regierung am 9. August 1919 zur Unterzeichnung des Anglo-iranischen Vertrages von 1919, mit Iran faktisch eine britische Kolonie geworden wäre.

## Epilog
Die Jahre 1919 bis 1921 sollten zur großen Bewährungsprobe des iranischen Parlaments werden. Die Abgeordneten widersetzten sich dem massiven britischen Druck und weigerten sich trotz der Zahlung erheblicher Bestechungssummen standhaft, den von der Regierung unterzeichneten Anglo-iranischen Vertrag von 1919 in Kraft setzen zu lassen. Die Briten scheiterten am iranischen Parlament.
Auch wenn die Zeit von 1911 bis zum Putsch vom 21. Februar 1921 von Tabatabai und Reza Khan, dem späteren Reza Schah Pahlavi, von einigen Historikern als nur wenig fruchtbar angesehen wird, ist der Erfolg der Konstitutionellen Revolution nicht hoch genug einzuschätzen. Die von der konstitutionellen Bewegung erkämpfte Verfassung sollte mit nur wenigen Änderungen bis 1979 Bestand haben. 1925 wurden die die Katscharen-Monarchie betreffenden Artikel zu Gunsten der neuen Dynastie der Pahlavis modifiziert. Spätere Reformen im Rahmen der Weißen Revolution von Mohammad Reza Schah betrafen die Einführung des Frauenwahlrechts und die Abschaffung des Feudalsystems, womit die Aufhebung der Leibeigenschaft und die Landreform, in deren Verlauf Ackerland an die nun freien Bauern verteilt wurde, verbunden war.
Die Attentate islamistischer Bewegungen auf Mohammad Reza Schah und die Ermordung mehrerer Premierminister der Nachkriegszeit zeigen, dass der Grundkonflikt zwischen den beiden staatsrechtlichen Auffassungen der maschruteh mit einem bürgerlichen Staat westlicher Prägung und der maschrueh mit einem von Geistlichen geleiteten Staat islamischer Prägung bis heute nicht gelöst werden konnte. Mit der islamischen Revolution von 1979 wurde die durch die konstitutionelle Revolution geschaffene und von 1907 bis 1979 bestehende konstitutionelle Monarchie durch eine islamische Republik abgelöst.

## Deutung des Revolutionsgeschehens durch Chomeini und seine Anhänger
Chomeini und seine Anhänger stellten die Revolution von Anfang an als eine rein britische „Verschwörung“ dar, die in ihrer Gesandtschaft ausgeheckt und von ihren „Agenten“ (ʿummāl) ausgeheckt worden sei und darauf abgezielt habe, das religiöse Gesetz zu untergraben. Großbritannien habe seine Agenten angewiesen, die Idee des Konstitutionalismus auszunutzen, um die Menschen zu täuschen und die wahre Natur ihrer politischen Verbrechen zu verbergen. In der offiziellen Interpretation der Islamischen Republik sind die wahren Helden der Konstitutionellen Revolution die Ayatollahs Behbehani und Tabatabai sowie ihr Verbündeter Sattar Khan. Die Verfassungsrevolution wird bei dieser Sichtweise in ein größeres Bild eingefügt, das die gesamte moderne iranische Geschichte von der Tabakbewegung von 1891 bis zur Islamischen Revolution von 1979 als einen antiimperialistischen Kampf des Volkes darstellt, der vollständig von der „freiheitsliebenden“ Geistlichkeit angeführt wurde. Die anderen gesellschaftlichen Gruppen, die zum Erfolg der Revolution beitrugen (Kaufleute, Basargilden, Intellektuelle, reformorientierte Aristokraten, Stammesangehörige der Bachtiaren), werden dabei ignoriert.
Chomeini bezeichnete in seinen Schriften aber auch den 1909 von den Konstitutionalisten erhängten Scheich Fazlollah Nuri als Vorbild, der für die Vorherrschaft der Religion im politischen System Irans gekämpft habe. Das hatte zum Teil damit zu tun, dass die Khonsaris, die Familie von Geistlichen, der Chomeinis Mutter entstammte, mit Scheich Fazlollah Nuri verwandt waren. Allerdings wurde Fazlollah Nuri auch schon vorher von dem persischen Schriftsteller Dschalāl Āl-e Ahmad verherrlicht. Er behauptete in seinem berühmten Essai Gharbzadegi („Okzidentose“), dass Nuri, der geistliche Führer, der für die Maschruʿe Partei nahm, nicht als Gegner der Maschrute, die er am Anfang selbst verteidigt hatte, den Märtyrertod erlitten habe, sondern als Verteidiger der Maschruʿe und des gesamten schiitischen Islams, und dies in einer Zeit, in der die Anführer der „okzidentotischen“ Intellektuellen der Christ Malkom Khan und der kaukasische Sozialdemokrat Taliboff gewesen seien. An jenem Tag habe man den Iranern das Bild der Okzidontose wie ein Brandmal aufgeprägt. Er selbst betrachte die Leiche dieses großen Mannes, die am Galgen baumelt, wie eine Flagge, die als Zeichen des Sieges dieser tödlichen Krankheit nach 200 Jahren des Kampfes über dem Palast dieses Landes gehisst wurde.

## Konstitutionalisten und ihre Gegner

### Konstitutionalisten – Maschruta-ha
- Mirzā Dschahāngir Chān – Gründer und Herausgeber der Zeitung Sur-e Esrafil.
- Malek al-Motakallemin
- Seyyed Jamal Vaez
- Morgan Shuster – amerikanischer Finanzbeamter und Schatzkanzler der iranischen Regierung
- Seyyed Hossein Ardabili – Mitglied der Demokratischen Partei in Teheran und Maschhad.
- Aref Ghazvini
- Mirza Ali Shirazi
- Ali Akbar Dehchoda
- Sattar Khan – Bedeutender Anführer der konstitutionellen Bewegung.
- Haj Baba Khan Ardabili – Unterstützte die konstitutionellen Bewegung in Teheran, Täbris und Ardabil.
- Bagher Khan
- Mirza Kutschak Khan – Bedeutender Anführer der konstitutionellen Bewegung. Gründer der Jangali-Bewegung.
- Mirza Malkom Khan
- Yeprem Khan
- Sardar Assad
- Bibi Khanum Astarabadi
- Hassan Pirnia
- Ahmad Kasravi
- Mohammad Taghi Bahar
- Seyyed Hassan Taqizadeh
- Mirza Abdul'Rahim Talibov Tabrizi
- Abdolhossein Teymurtasch
- Mirza Ahmad Khan Motazed-Dowleh Vaziri
- Mehdi Qoli Khan Hedayat Mokhber al Saltaneh – Bedeutender iranischer Politiker und Premierminister unter Reza Schah
- Sepahsalar Tonekaboni – Bedeutender Anführer der konstitutionellen Bewegung.
- Howard Baskerville – Amerikanischer Lehrer, der die konstitutionelle Bewegung unterstützte, und bei den Kämpfen um Täbris getötet wurde.

### Absolutisten – Mustabidd
- Mozaffar ad-Din Schah
- Mohammed Ali Schah
- Wladimir Liachow – russischer Colonel und Befehlshaber der Kosakenbrigade.
- Arfa' ol-Dowleh
- Hossein Qoli Khan (Hedayat), Mokhber-al Doleh II. (1848–1916); älterer Bruder der Konstitutionalisten Morteza Qoli Khan, Sani-ol Douleh (1856–1911), Mehdi Qoli Khan Hedayat Mokhber-ol Saltaneh (1864–1955) und Mohammed Qoli Khan, Mokhber-ol Molk (1865–1950)
- Abdol Madschid Mirza Eyn-al-Dowleh, Premierminister unter Mozaffar ad-Din Schah, später zweimal Premierminister in einer konstitutionellen Regierung

### Geistliche
- Mohammad Kāzem Chorāsāni, Konstitutionalist
- Seyyed Dschamal ad-Din Esfahani, Konstitutionalist
- Seyyed Abdullah Behbehani, Konstitutionalist
- Seyyed Mohammad Tabataba'i, Konstitutionalist
- Mirza Hosein Na'ini, Konstitutionalist
- Scheich Mohammad Waez
- Seyyed Mohammad Kazem Yazdi, Anti-Konstitutionalist.
- Scheich Fazlollah Nuri, Anti-Konstitutionalist. Wurde nach dem Sieg der konstitutionellen Bewegung gehängt.

## Galerie

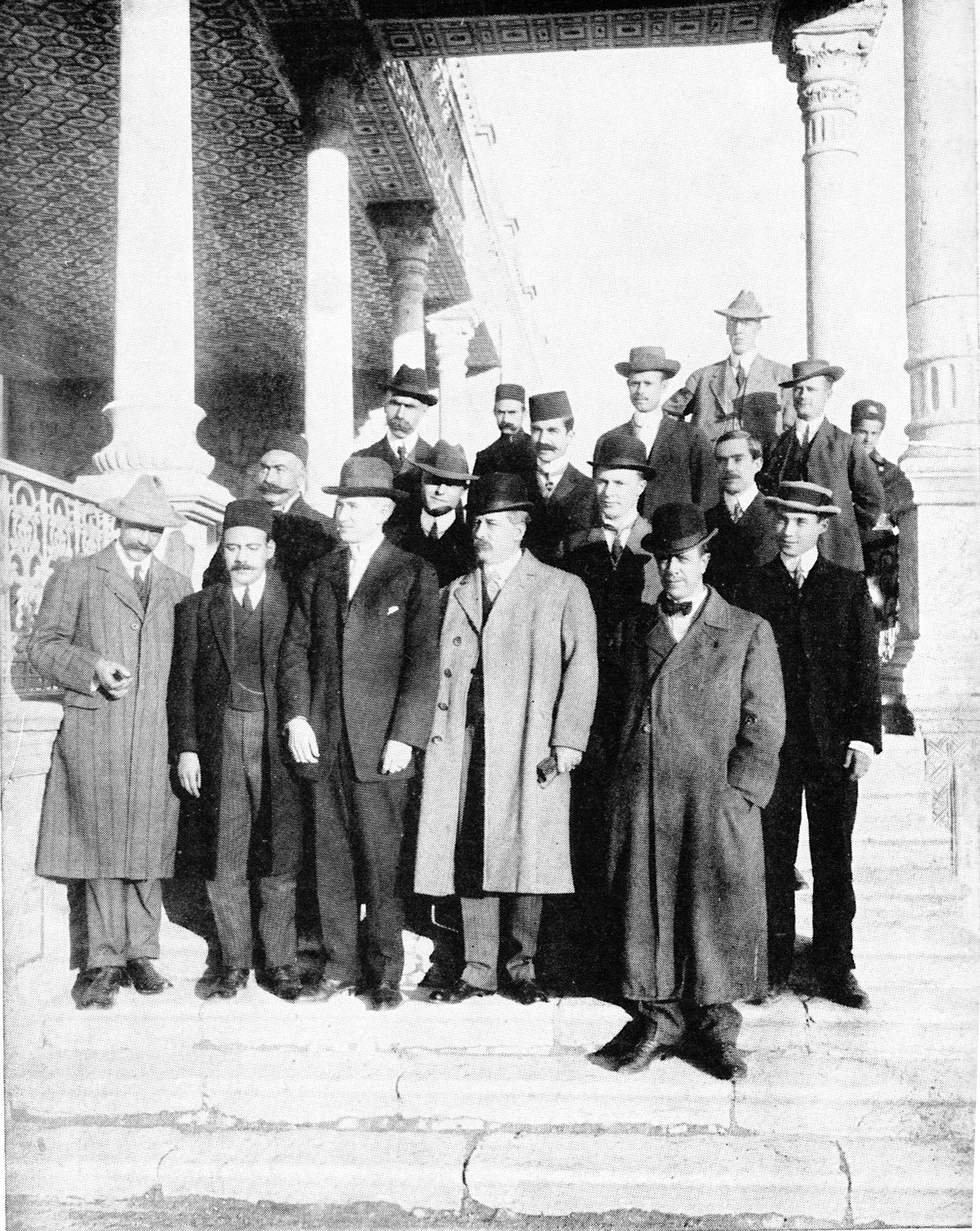
Morgan Shuster und sein Team in Teheran, 1911
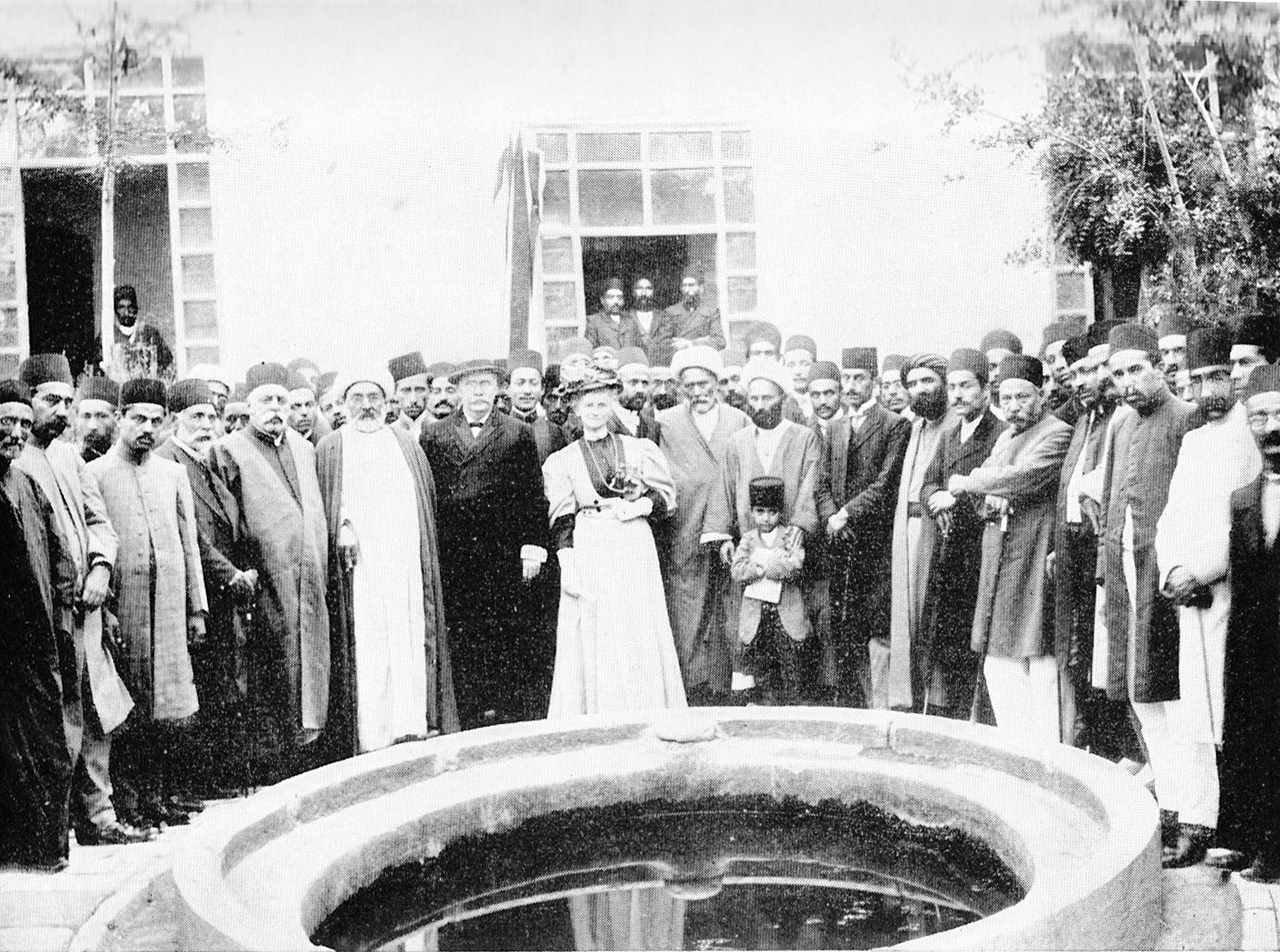
Der amerikanische Botschafter Charles W. Russell und seine Frau besuchen den Demokratischen Club in Teheran, 1911
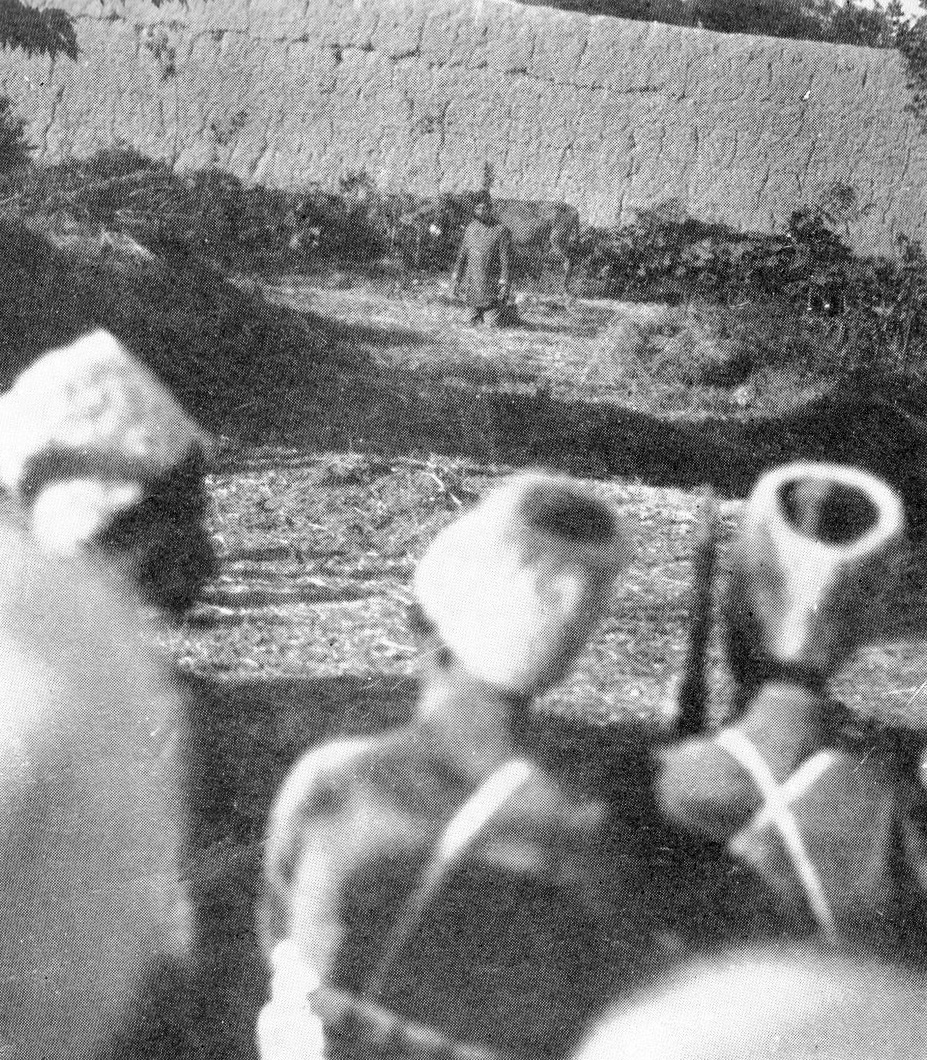
Arschad-ol-Dowleh vor dem Erschießungskommando, 1911